# Географія Ямайки
Ямайка — північноамериканська країна, що знаходиться в групі Великих Антильських островів Карибського регіону . Загальна площа країни 10 991 км² (168-ме місце у світі), з яких на суходіл припадає 10 831 км², а на поверхню внутрішніх вод — 160 км². Площа країни трохи менша ніж площа Закарпатської області України. 

## Етимологія
Офіційна назва — Ямайка (англ. Jamaica — Джамайка). Назва країни походить від однойменної назви острова Ямайка. Місцеві жителі острова індіанці таїно називали його Хаймака (Хамайко), що перекладається як Земля джерел, або Земля дерева і води. Острів був відкритий експедицією Христофора Колумба 1494 року, який назвав його на честь тогочасних іспанських монархів Фердинанда II й Ізабелли I, але оскільки відкриття острова відбулося в день, коли відзначалася пам'ять Святого Якова, острів стали називати також Сантьяго. Проте вже 1601 року до вжитку повернулась місцева індіанська назва.

## Географічне положення
Ямайка — північноамериканська острівна країна, що не має сухопутного державного кордону. Острів лежить за 140 км на південь від найбільшого острова Карибського регіону, Куби; на захід від острова Гаїті; на схід від британської заморської території Острови Кайман. Ямайка з усіх сторін омивається водами Карибського моря Атлантичного океану. Загальна довжина морського узбережжя 1022 км.

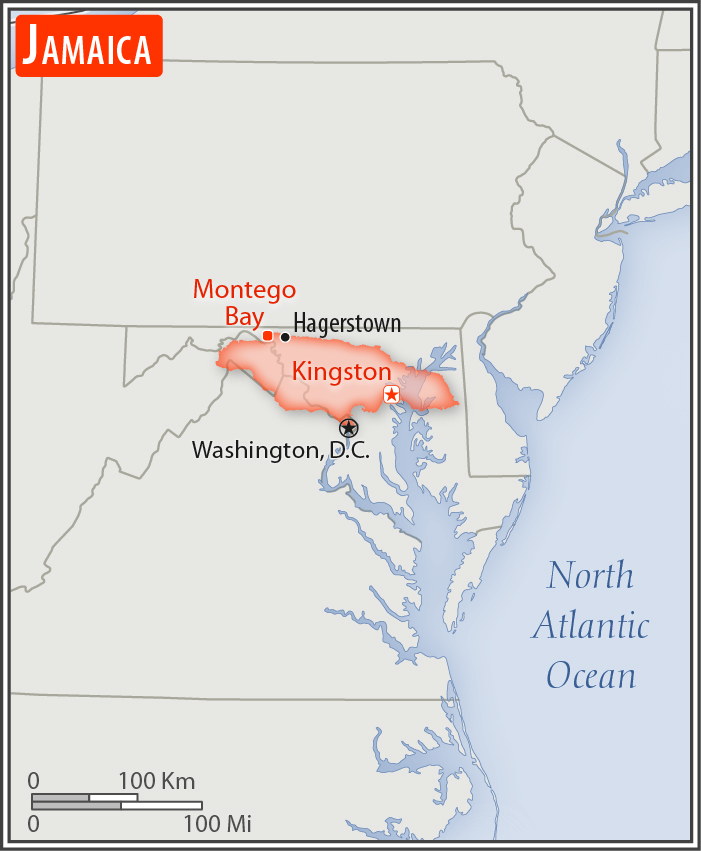
Порівняння розмірів території Ямайки та США
Морські кордони країн Карибського регіону
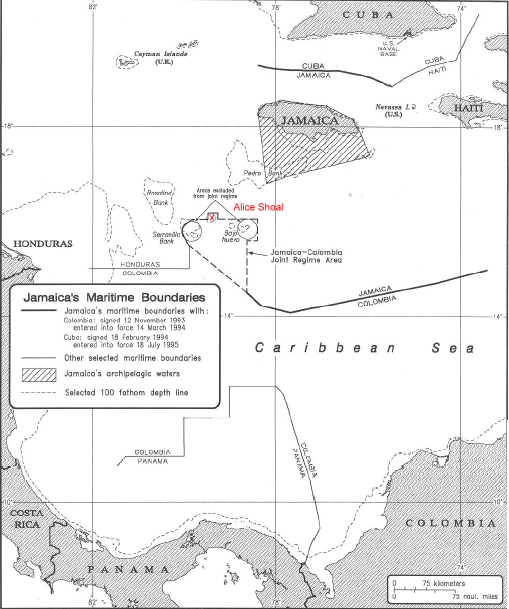
Карта мілини Аліс

Згідно з Конвенцією Організації Об'єднаних Націй з морського права (UNCLOS) 1982 року, протяжність територіальних вод країни встановлено в 12 морських миль (22,2 км) від прямих ліній визначених архіпелажних вод. Прилегла зона, що примикає до територіальних вод, в якій держава може здійснювати контроль необхідний для запобігання порушень митних, фіскальних, імміграційних або санітарних законів простягається на 24 морські милі (44,4 км) від узбережжя (стаття 33). Виключна економічна зона встановлена на відстань 200 морських миль (370,4 км) від узбережжя. Континентальний шельф — 200 морських миль (370,4 км) від узбережжя.

### Час
Час у Ямайці: UTC-5 (-7 годин різниці часу з Києвом).

## Геологія

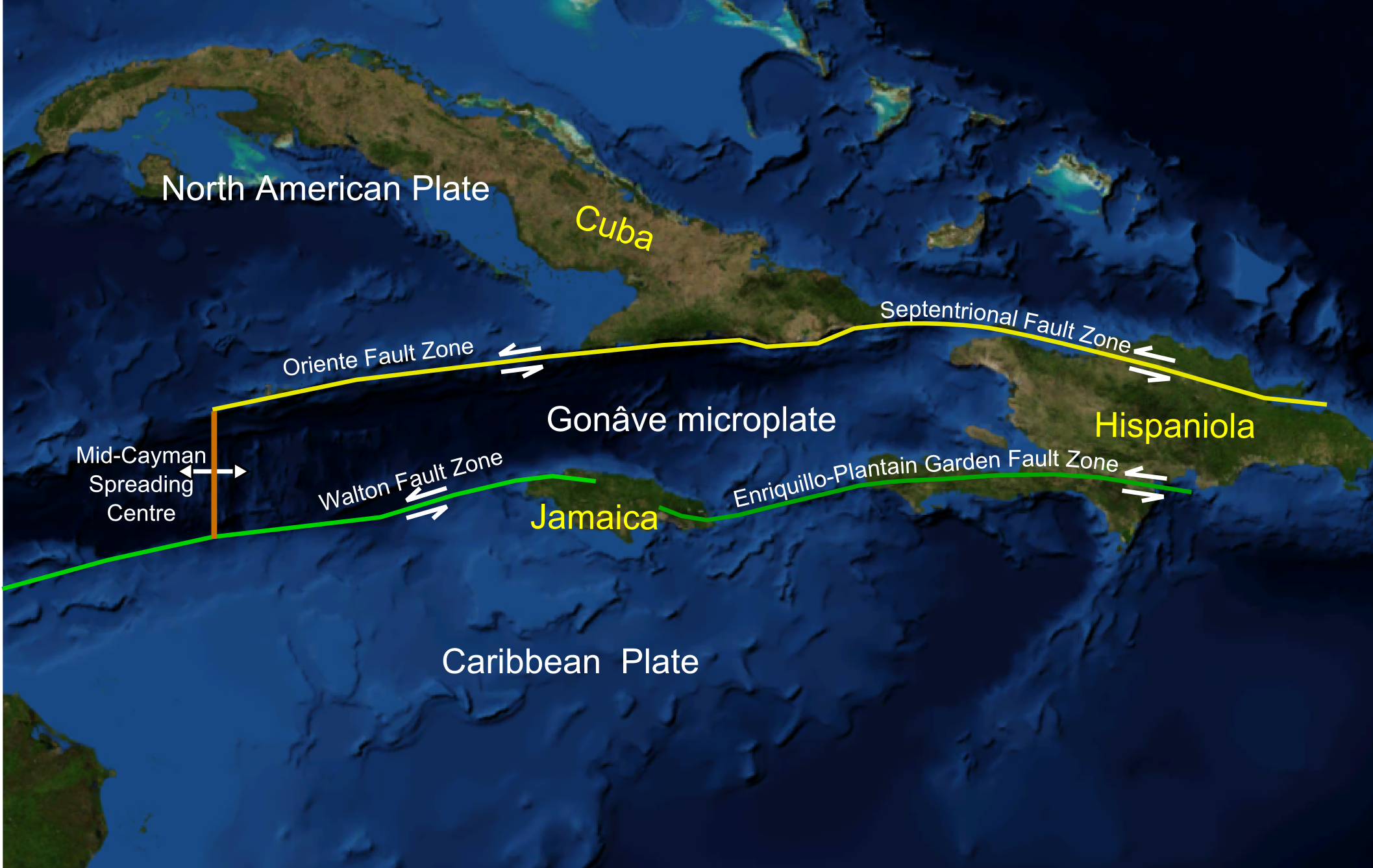
Тектоніка літосферної мікроплити Гонав

## Рельєф
Середні висоти — 18 м; найнижча точка — рівень вод Карибського моря (0 м); найвища точка — гора Блу-Маунтін-Пік (2256 м). Більшу частину острова займає вапнякове плато висотою до 986 м (гора Денем) з характерними рисами карстового ландшафту (воронки, пілья тощо). В його західній частині знаходиться знаменита карстова улоговина Кокпіт-Кантрі площею близько 1300 км², що являє собою комплекс пагорбів висотою 120—150 м, розділених вузькими долинами. Для цього району характерні карстові лійки і підземні водотоки. Місцями невеликі річки прорізують у вапняках мальовничі ущелини. В багатьох місцях плато обривається до океану скелями висотою до 300 м. На сході плато піднімається в два гірських хребти — Блу-Маунтінс (Блакитні гори) висотою до 2256 м та Гранд-Рідж. Уздовж південного та західного узбережжя поширені вузькі (до 8 км) алювіальні низовини.

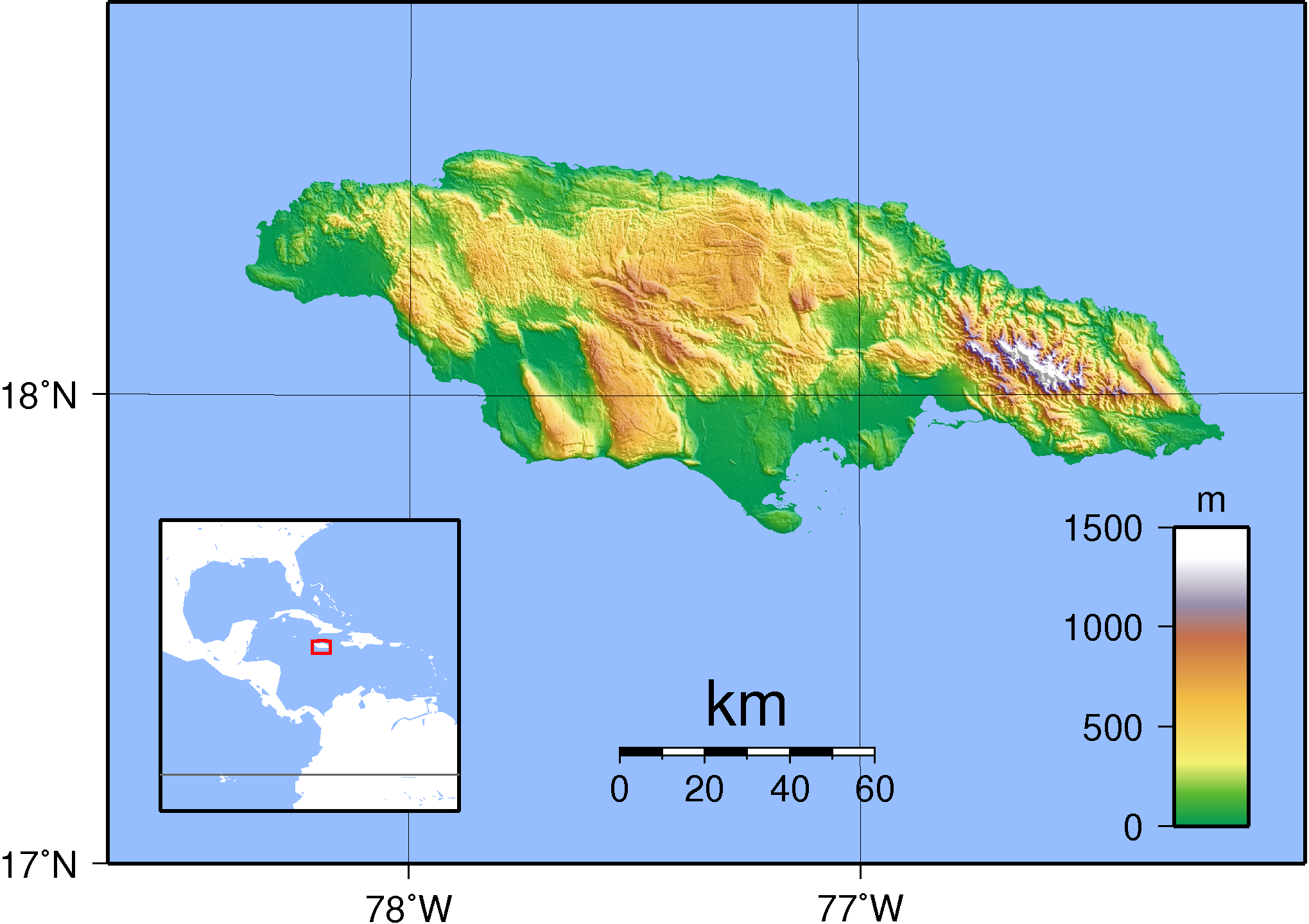
Гіпсометрична карта Ямайки
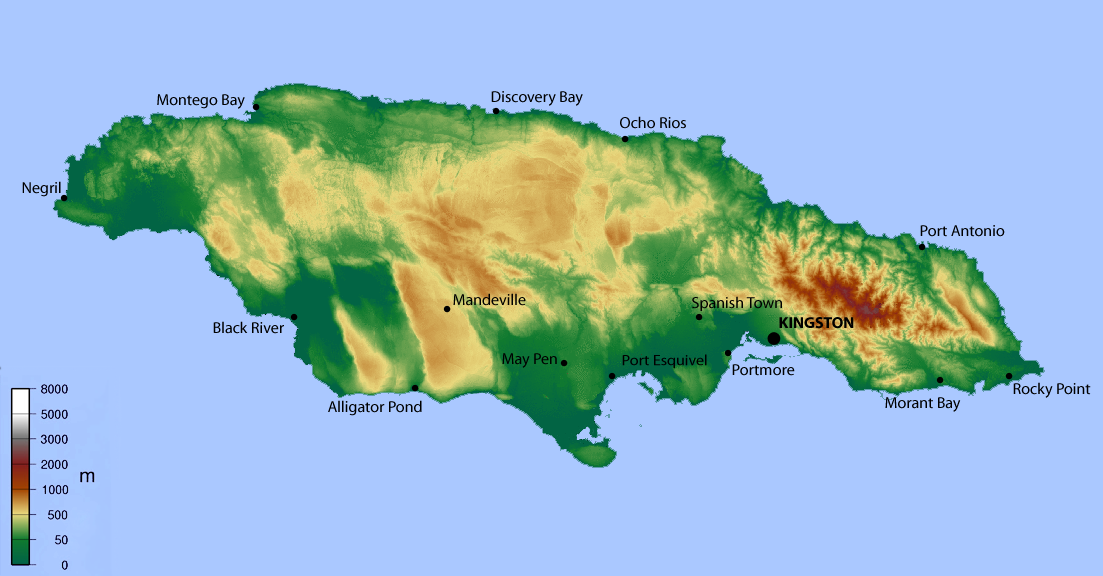
Рельєф Ямайки
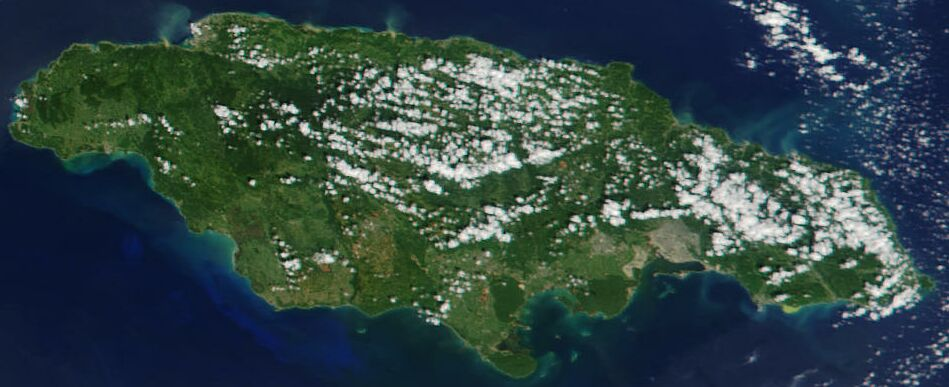
Супутниковий знімок поверхні країни
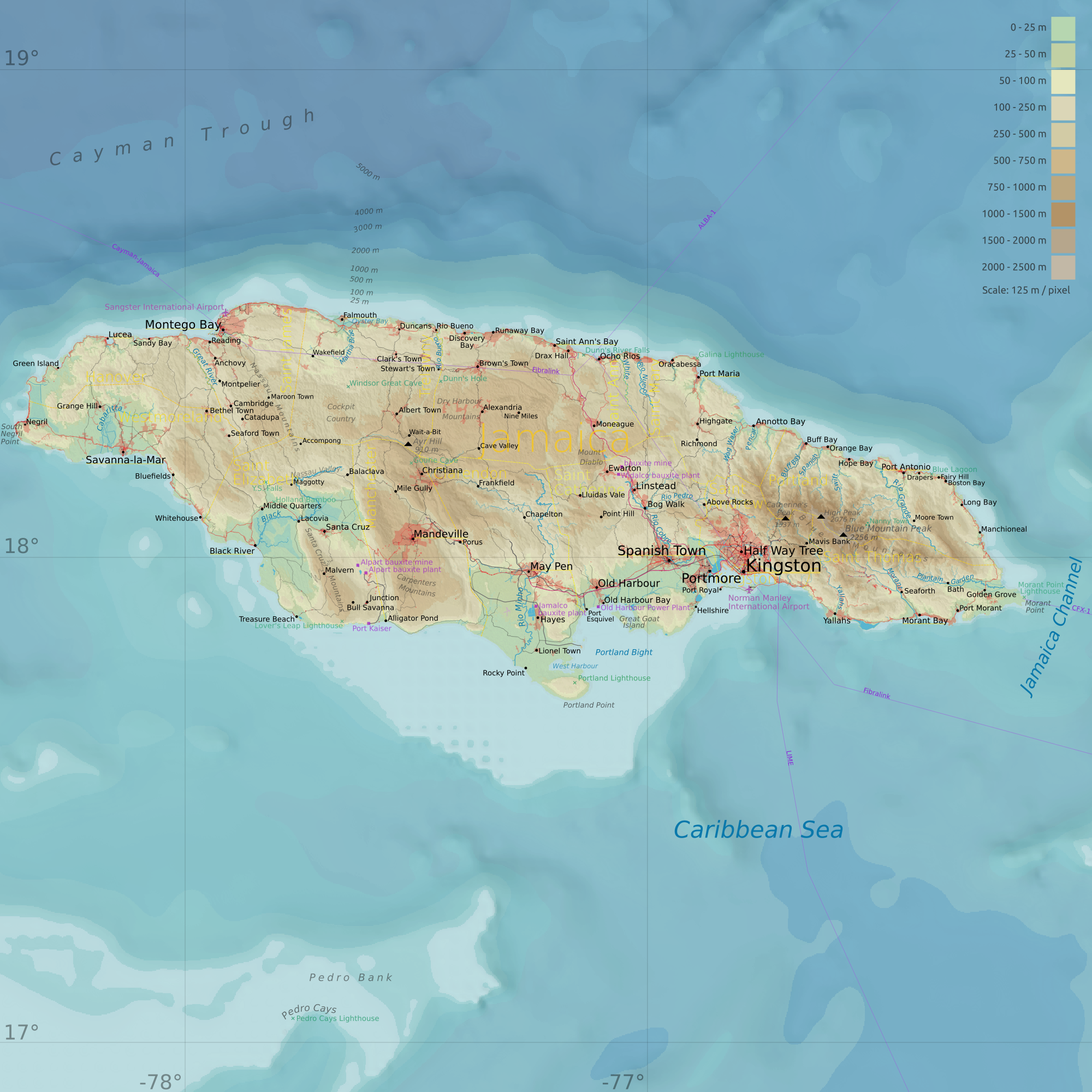
Карта країни (англ.)

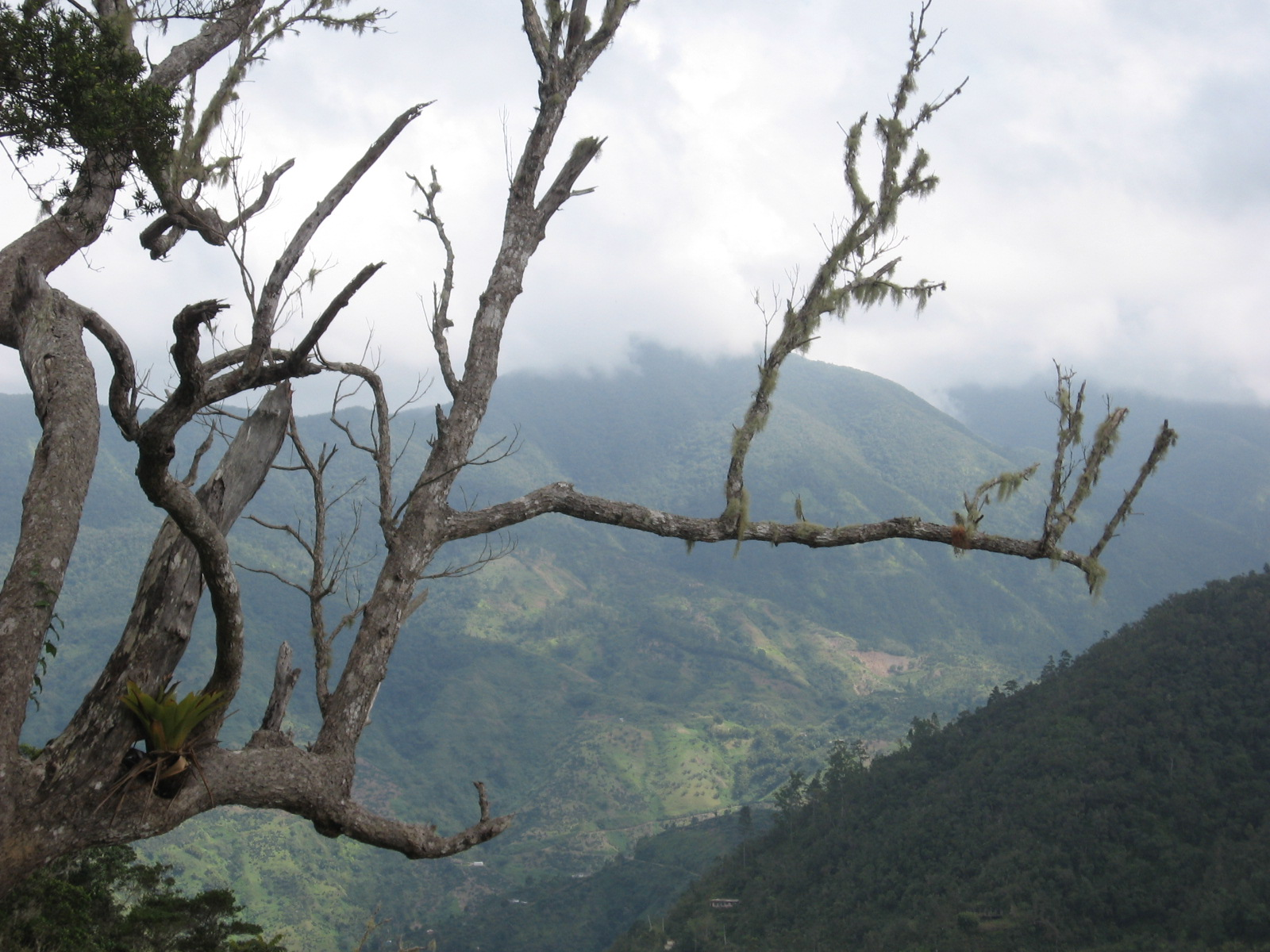
Гори Блу-Маунтінс
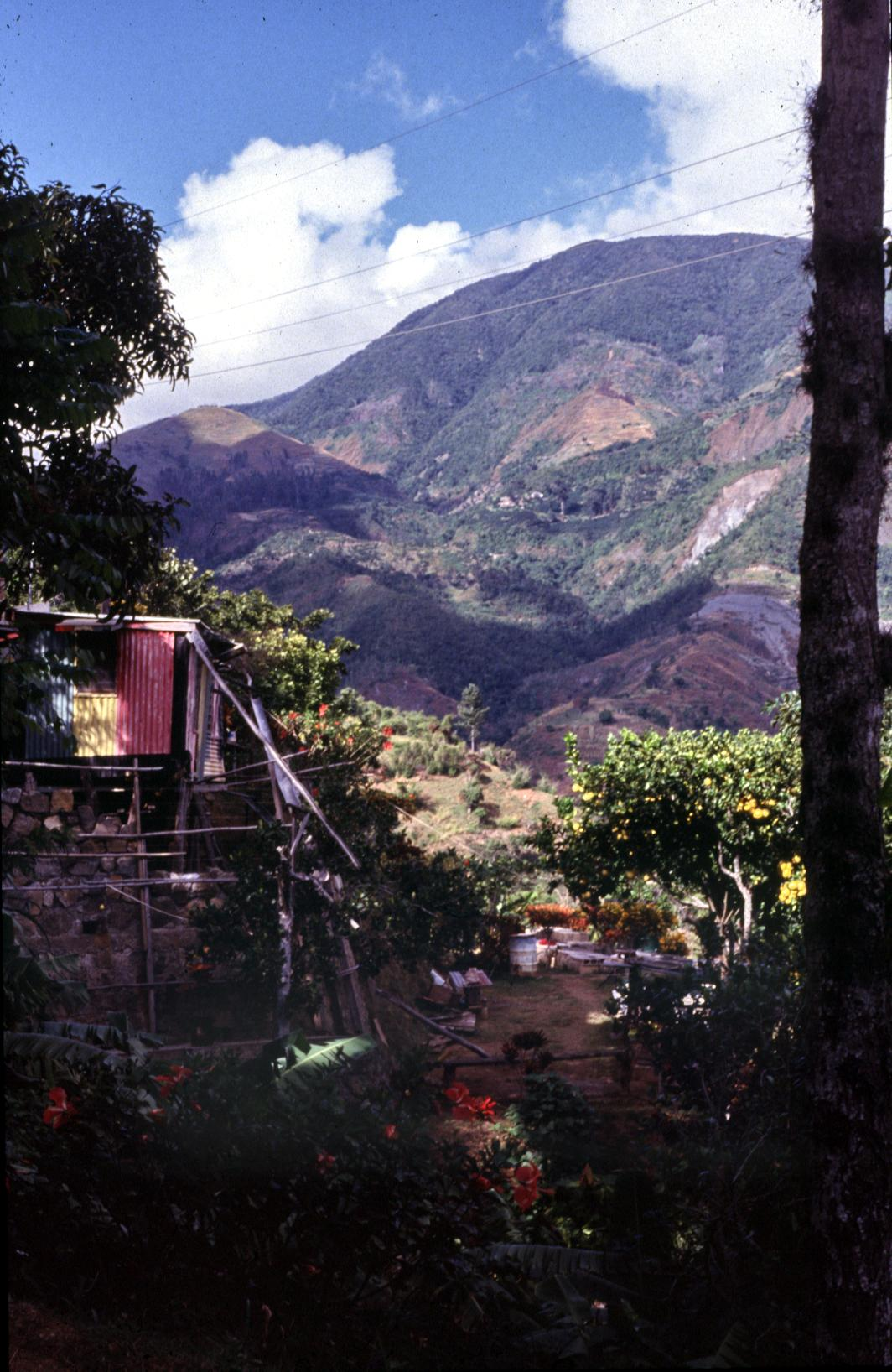
Блу-Маунтін-Пік

### Узбережжя
Північне узбережжя острова скелясте, прямолінійне, південне — більш розчленоване, обмежене в багатьох місцях кораловими рифами. У центральній частині північного узбережжя — вузька піщана смуга пляжів (Ямайська рив'єра), складеними дрібнозернистим білим піском і захищеними від хвиль кораловими рифами; ці місця особливо привабливі для туристів.

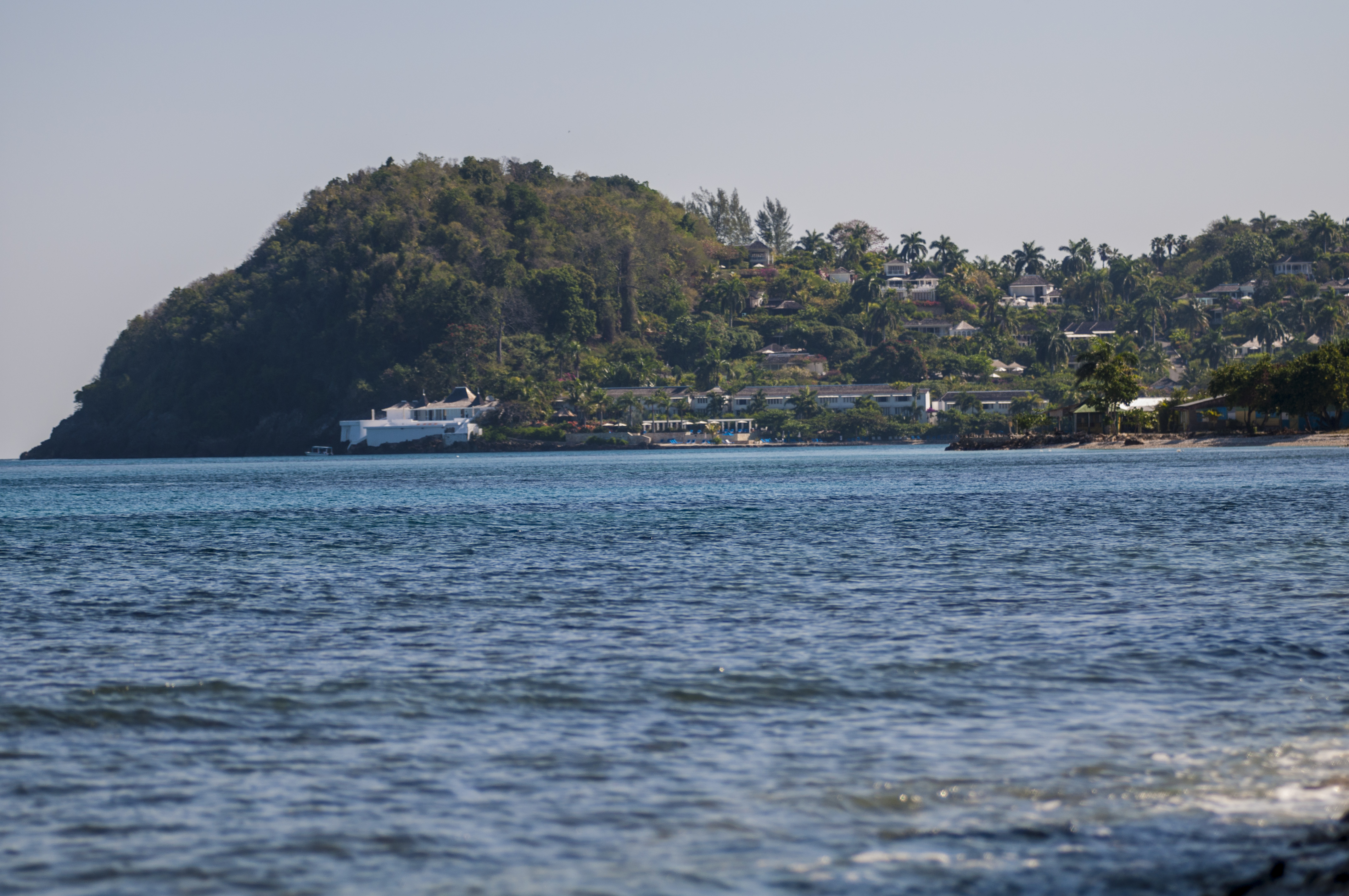
Гоупвелл
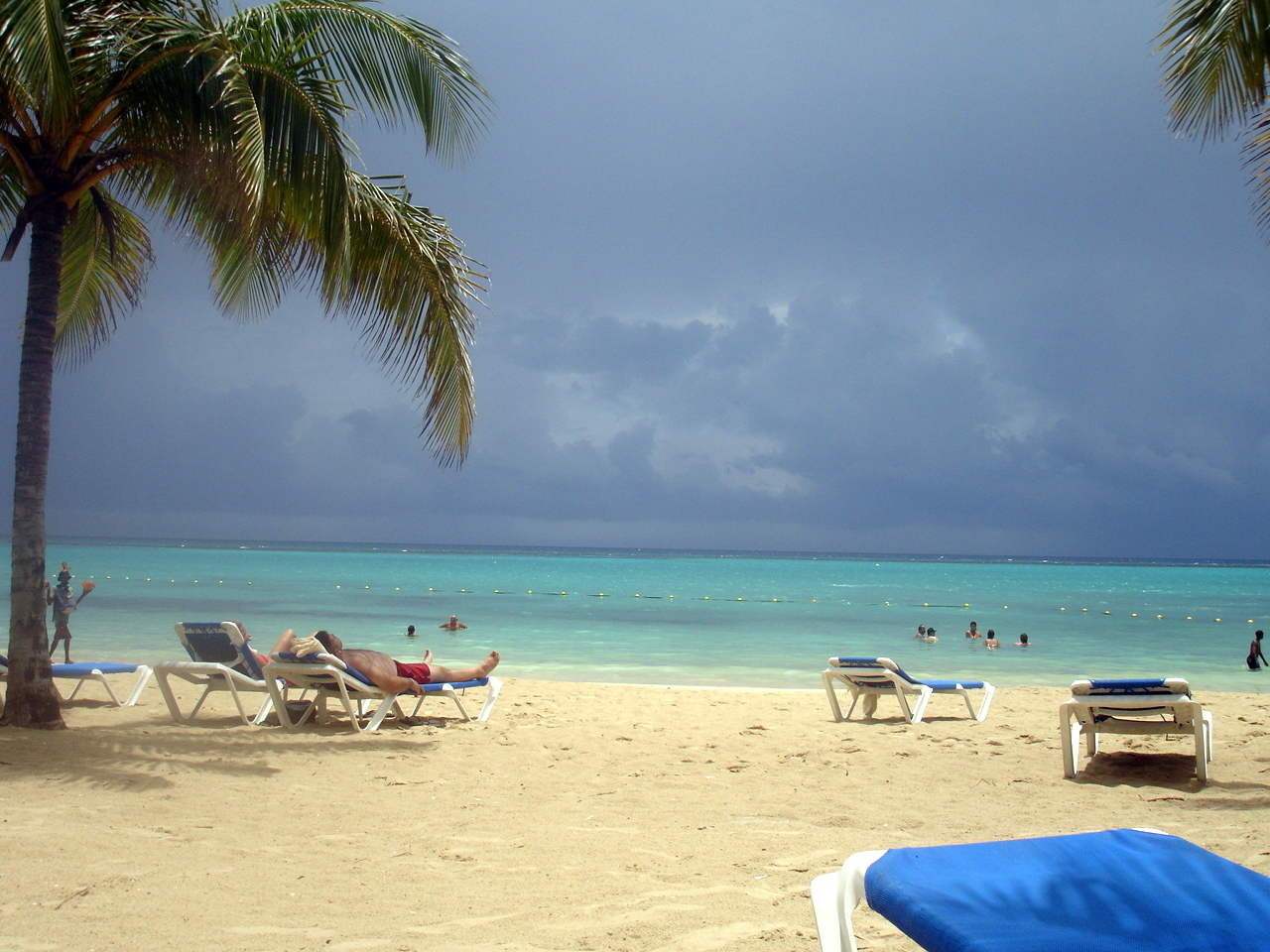
Ямайська рив'єра
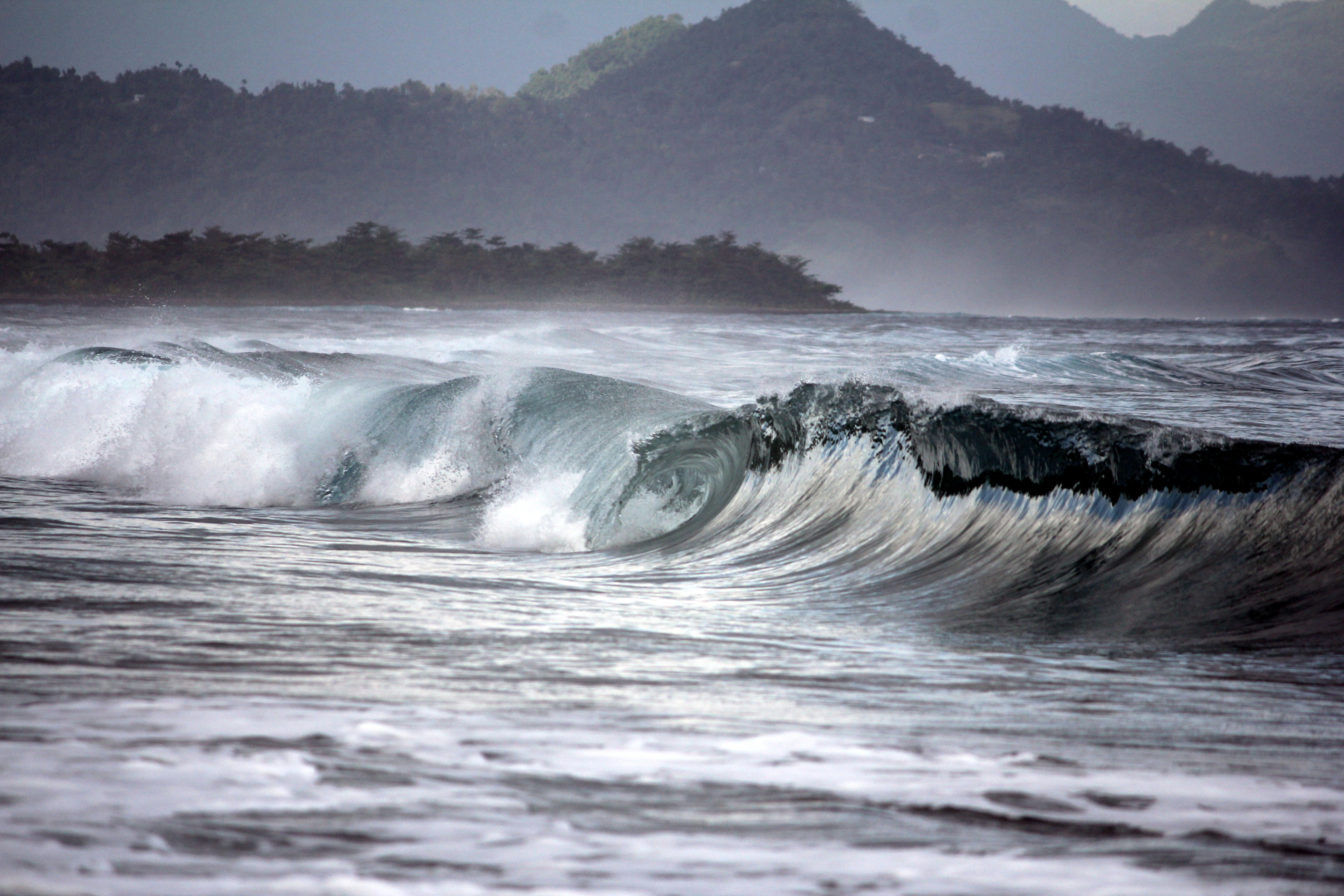
Прибій на узбережжі

### Острови
Країні належать дрібні острови на південний схід та на південь від основного острова — Педро та Морант.

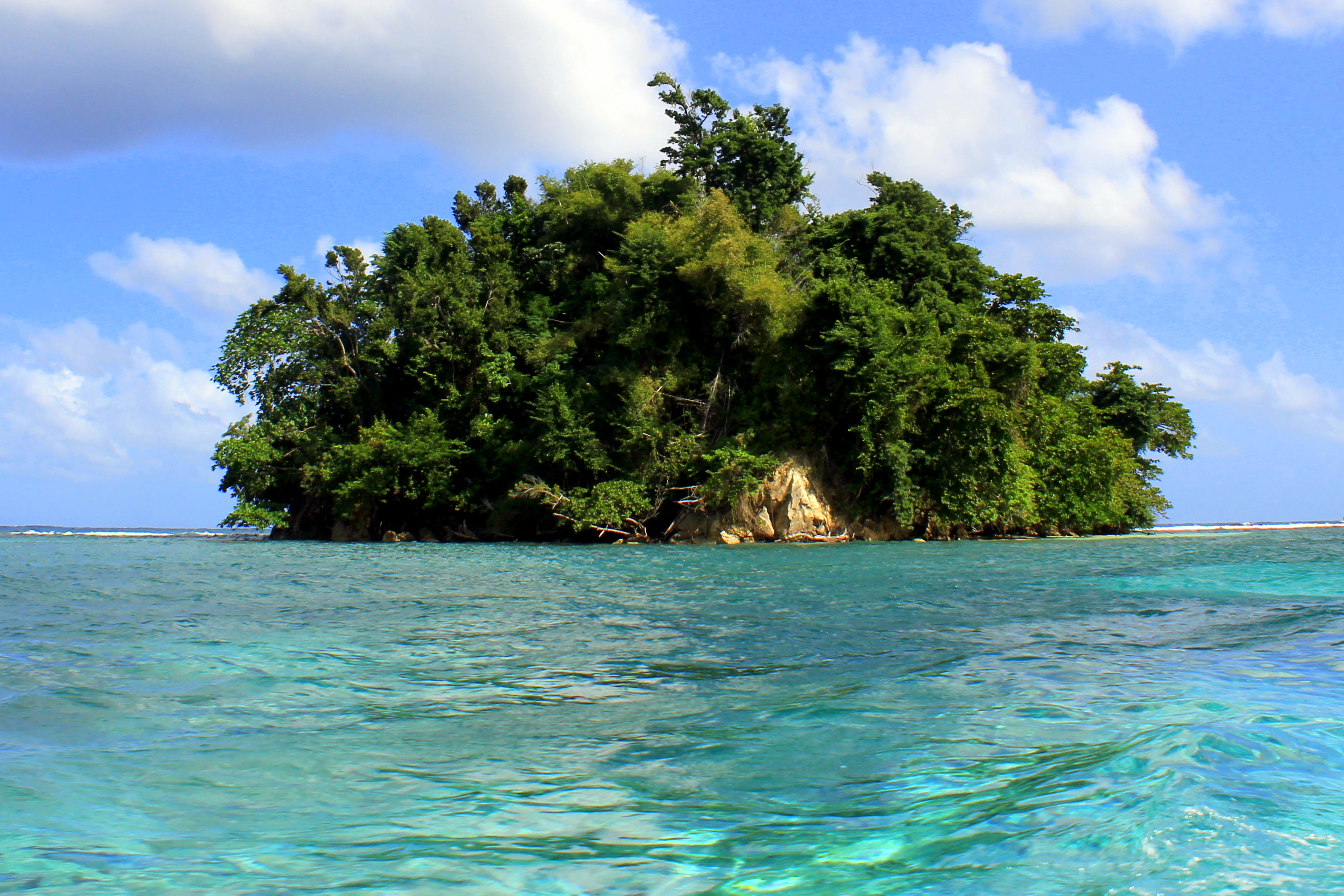
Острівець мавп у Блакитній лагуні
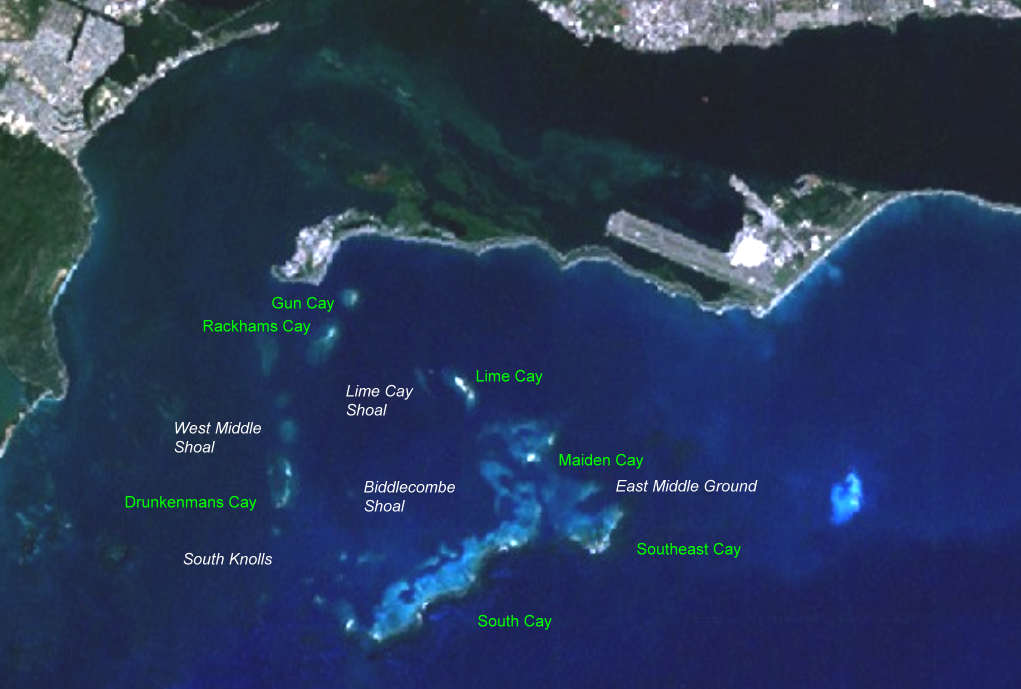
Рифи в бухті Порт-Роялю
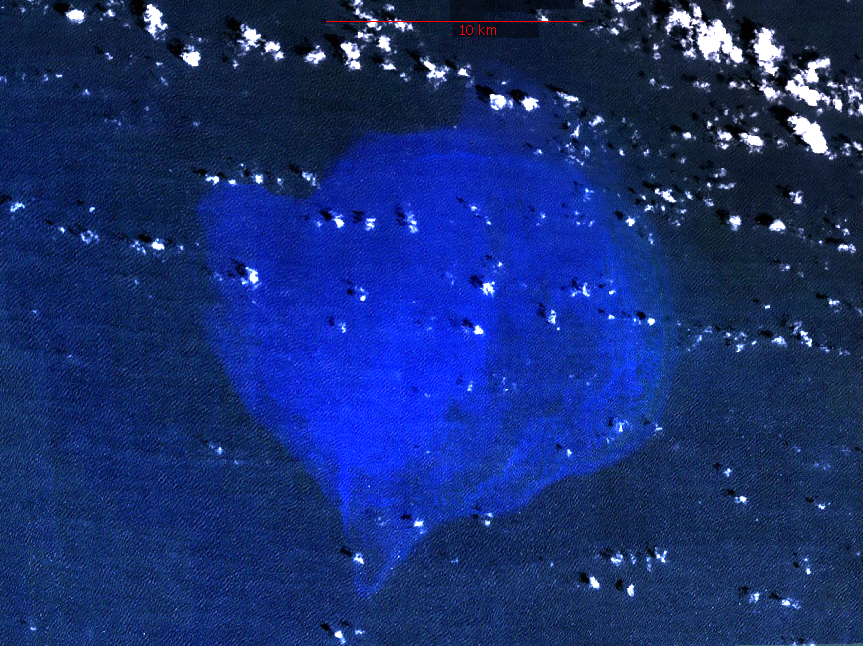
Мілина Аліс з космосу

## Клімат
Територія Ямайки лежить у тропічному кліматичному поясі. Увесь рік панують тропічні повітряні маси. Сезонний хід температури повітря чітко відстежується. Переважають східні пасатні вітри, достатнє зволоження (на підвітряних схилах відчувається значний дефіцит вологи). У теплий сезон з морів та океанів часто надходять тропічні циклони. Пересічні місячні температури 24-28 °C. Опадів на більшій частині острова 1800—2000 мм за рік, на півдні — близько 800 мм, на північних схилах Блакитних гір — до 5000 мм. Дощові сезони — у травні-червні та вересні-жовтні — супроводжуються повенями, найсухіший сезон — січень-квітень. Досить рідко бувають урагани, що спричиняють великі руйнування.

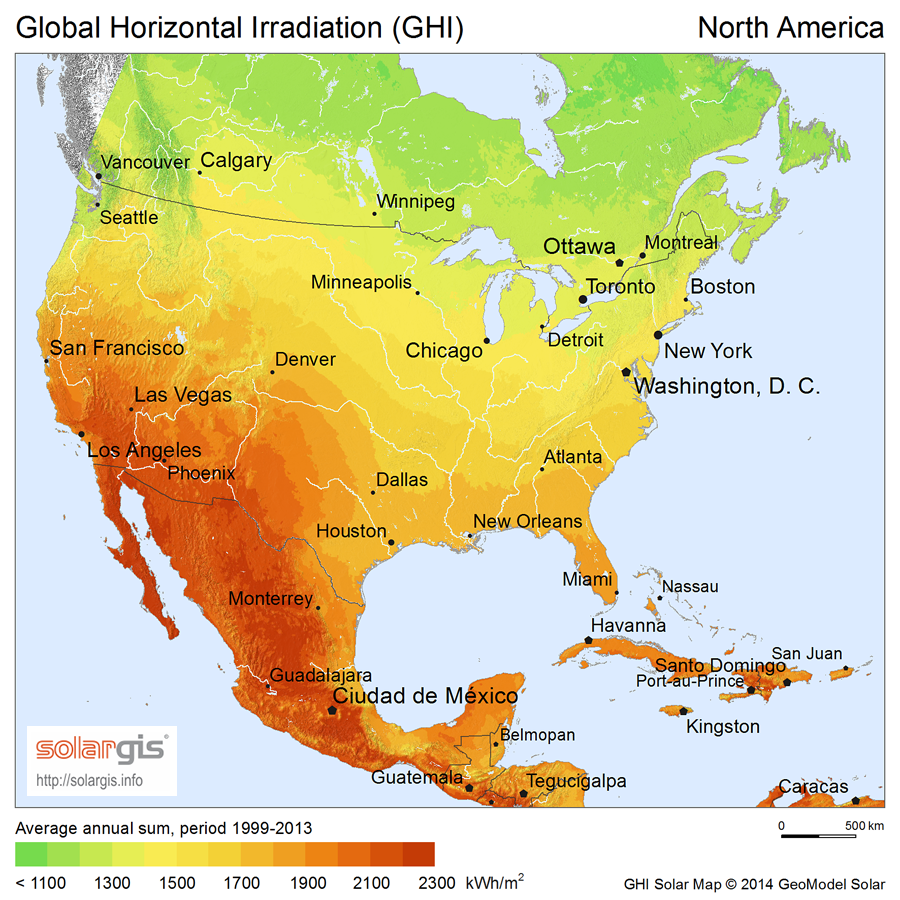
Сонячна радіація (англ.)
Кліматична карта Ямайки (за Кеппеном)
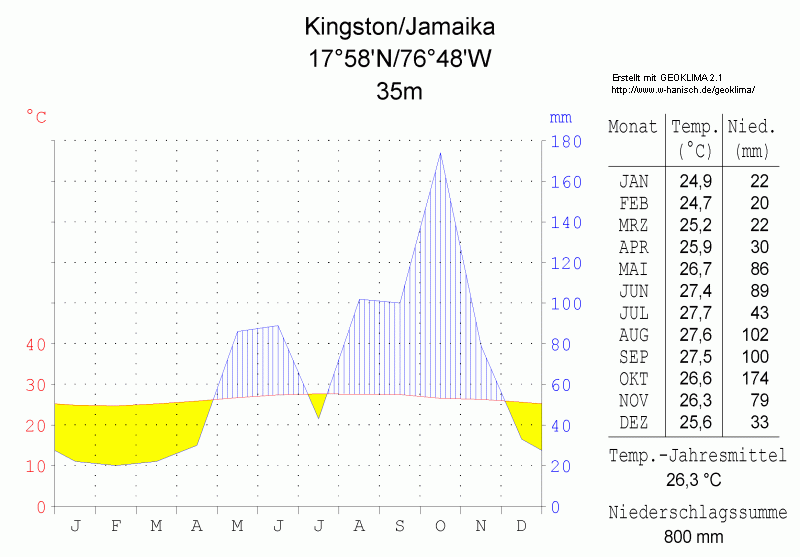
Кліматограма Кінгстона
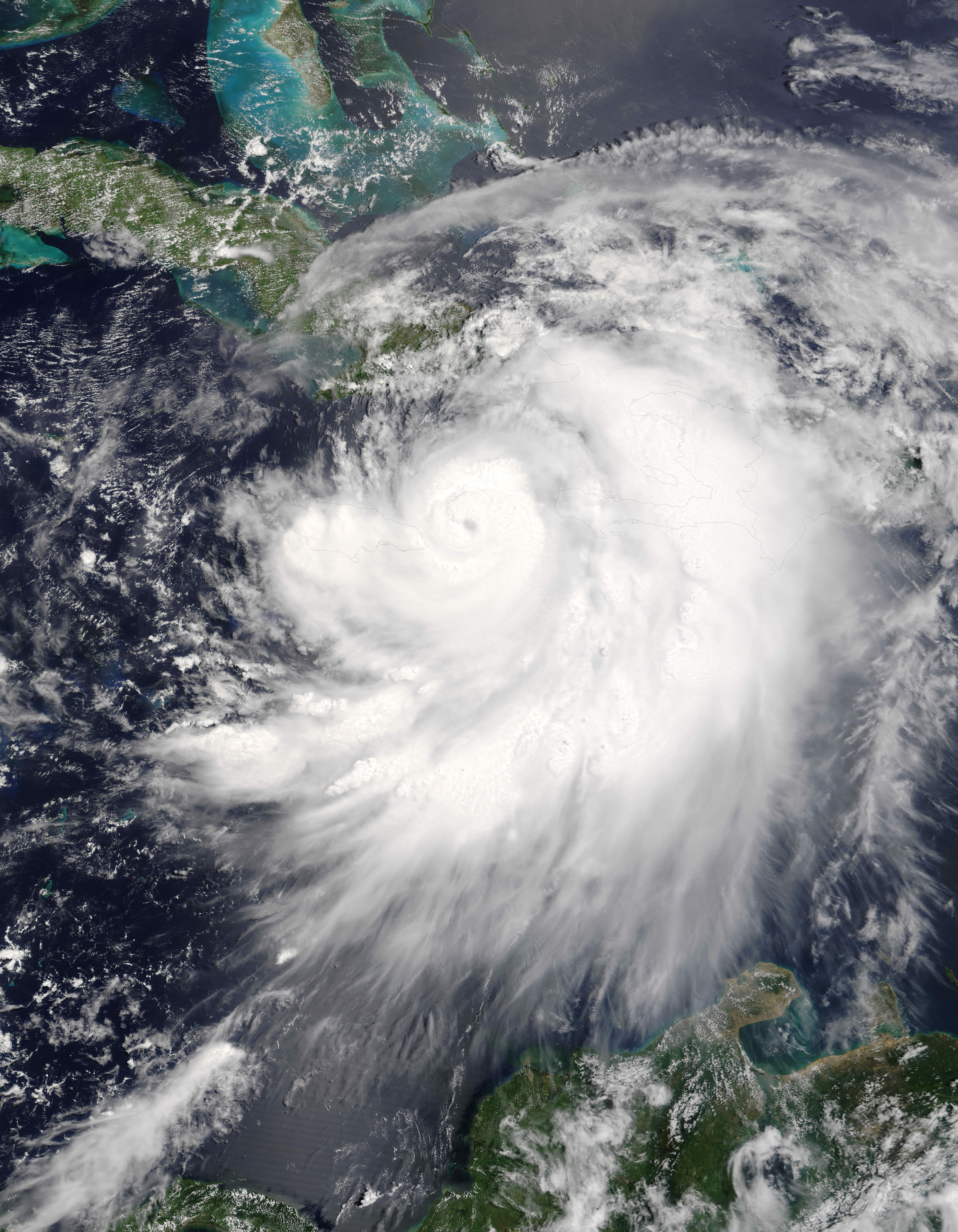
Ураган Деніс над Ямайкою, 2005 рік

Ямайка є членом Всесвітньої метеорологічної організації (WMO), в країні ведуться систематичні спостереження за погодою.

## Внутрішні води

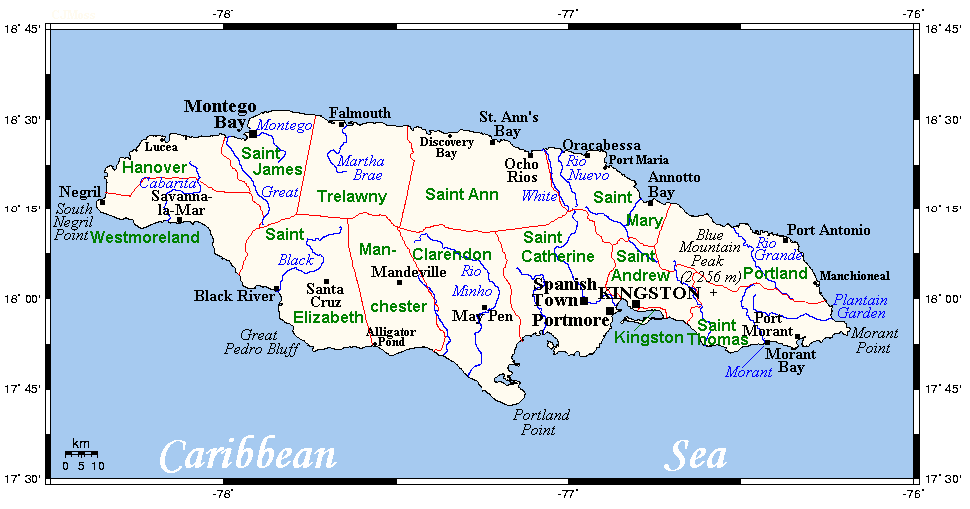
Гідрографічна мережа Ямайки
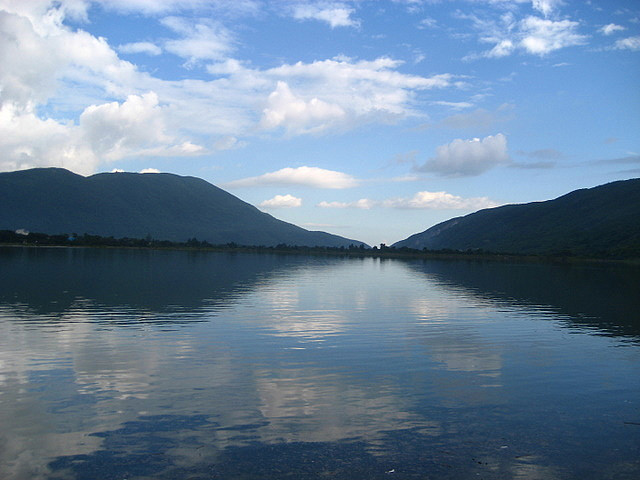
Водосховище Мона

### Річки
Річки країни належать басейну Атлантичного океану. На Ямайці нараховується понад 100 річок та струмків, але судноплавна в пониззі тільки річка Блек-Рівер. Баржі і невеликі судна можуть підійматися по ній на відстань 48 км.

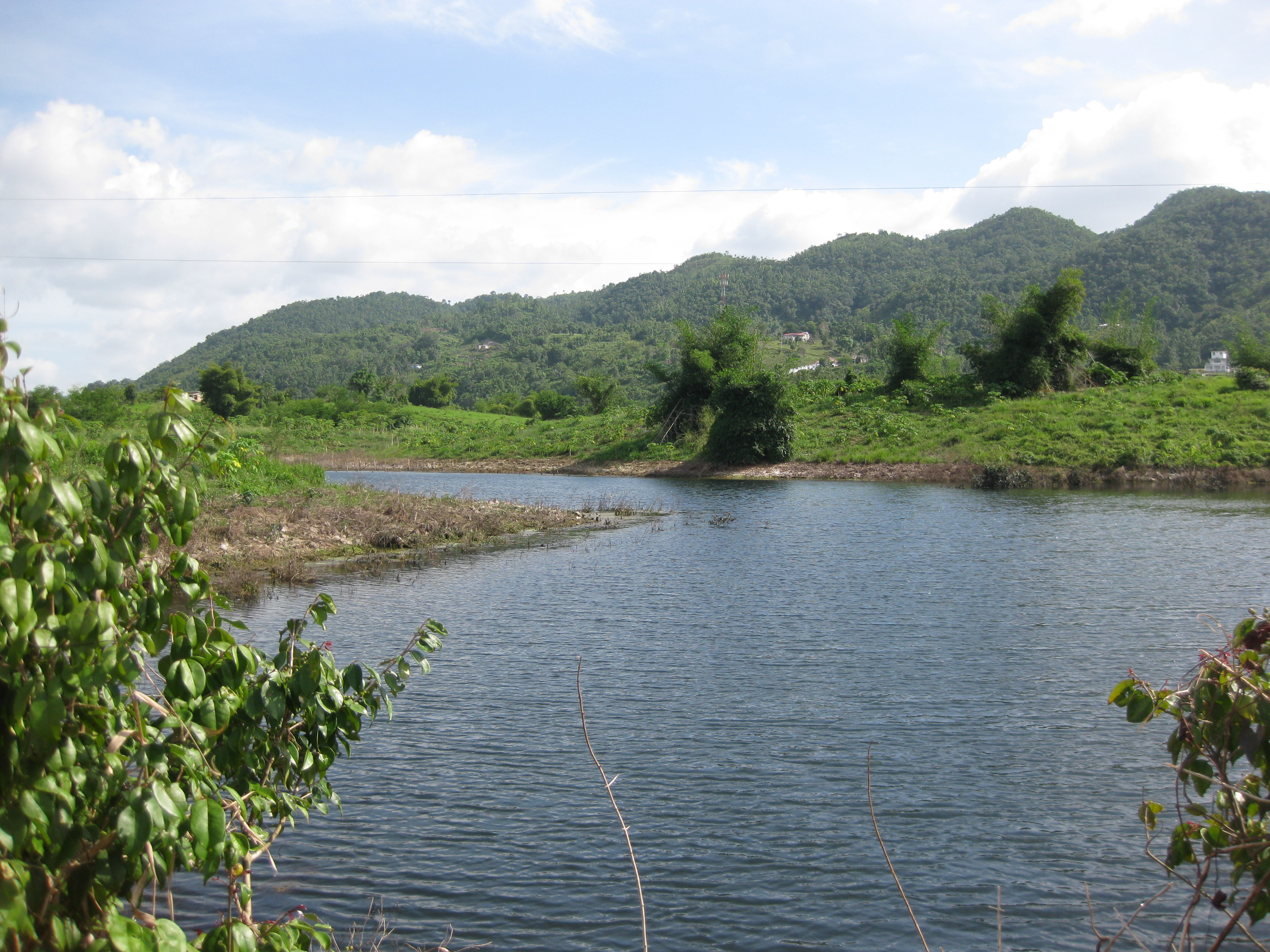
border
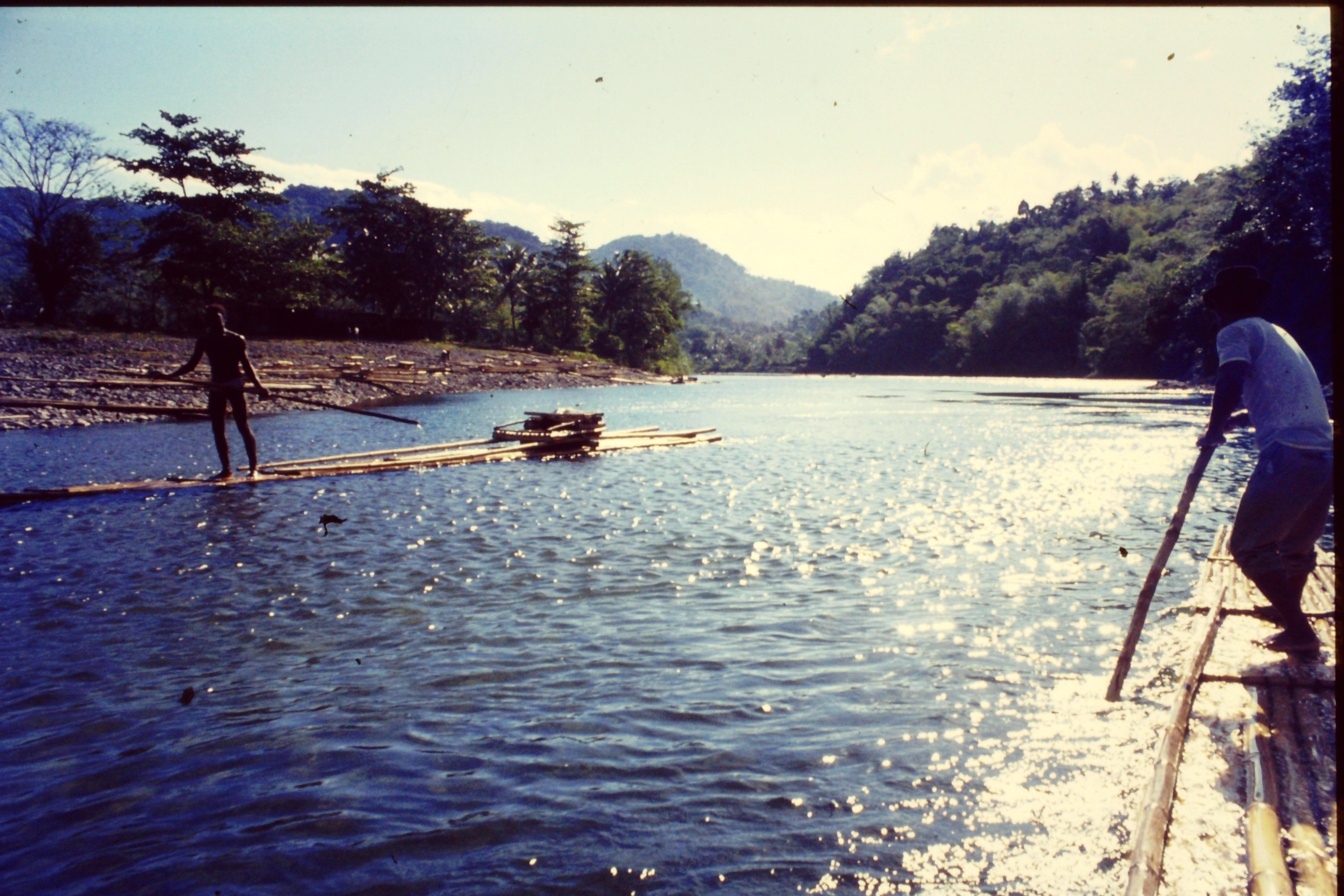
Ріо-Гранде
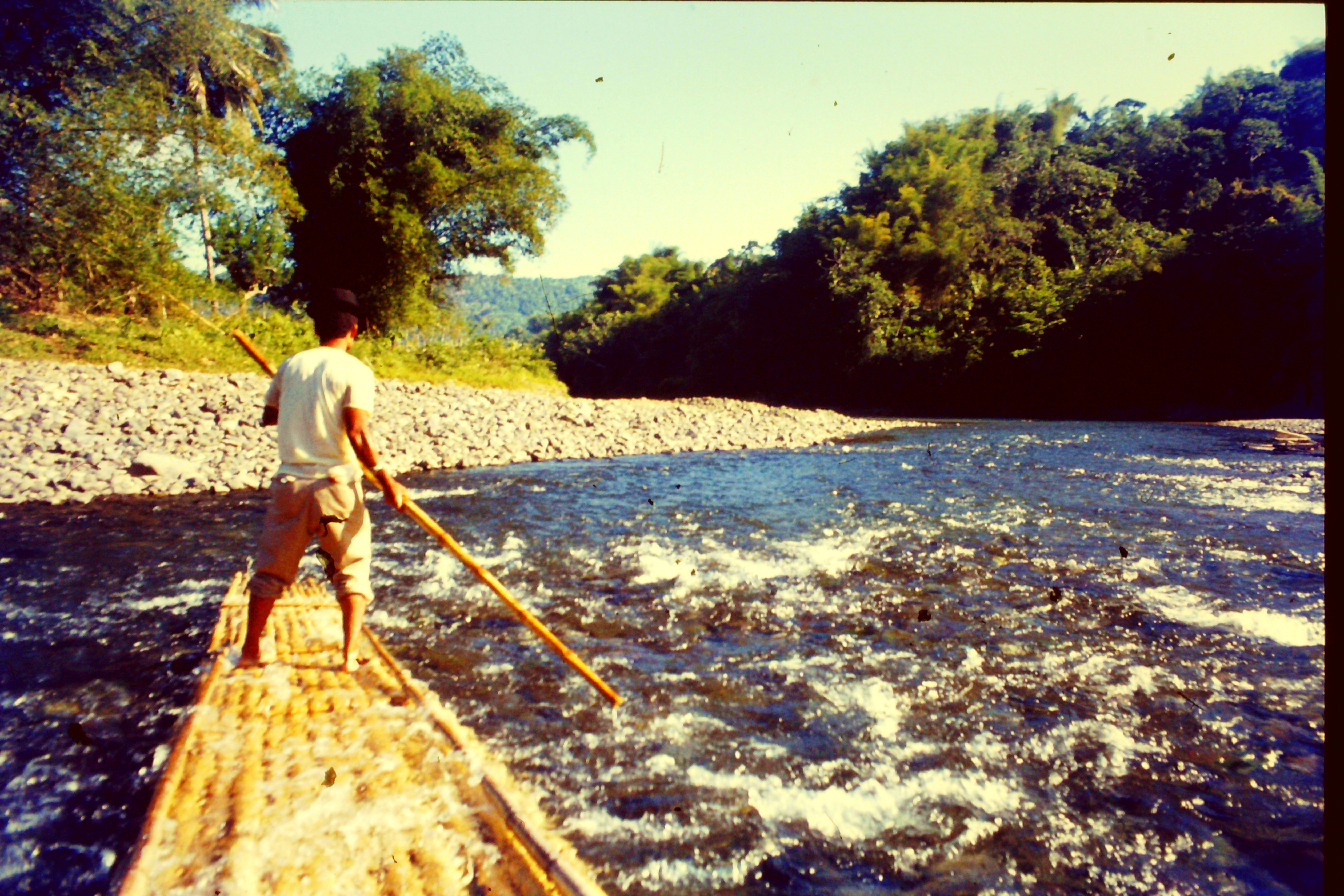
Ріо-Гранде
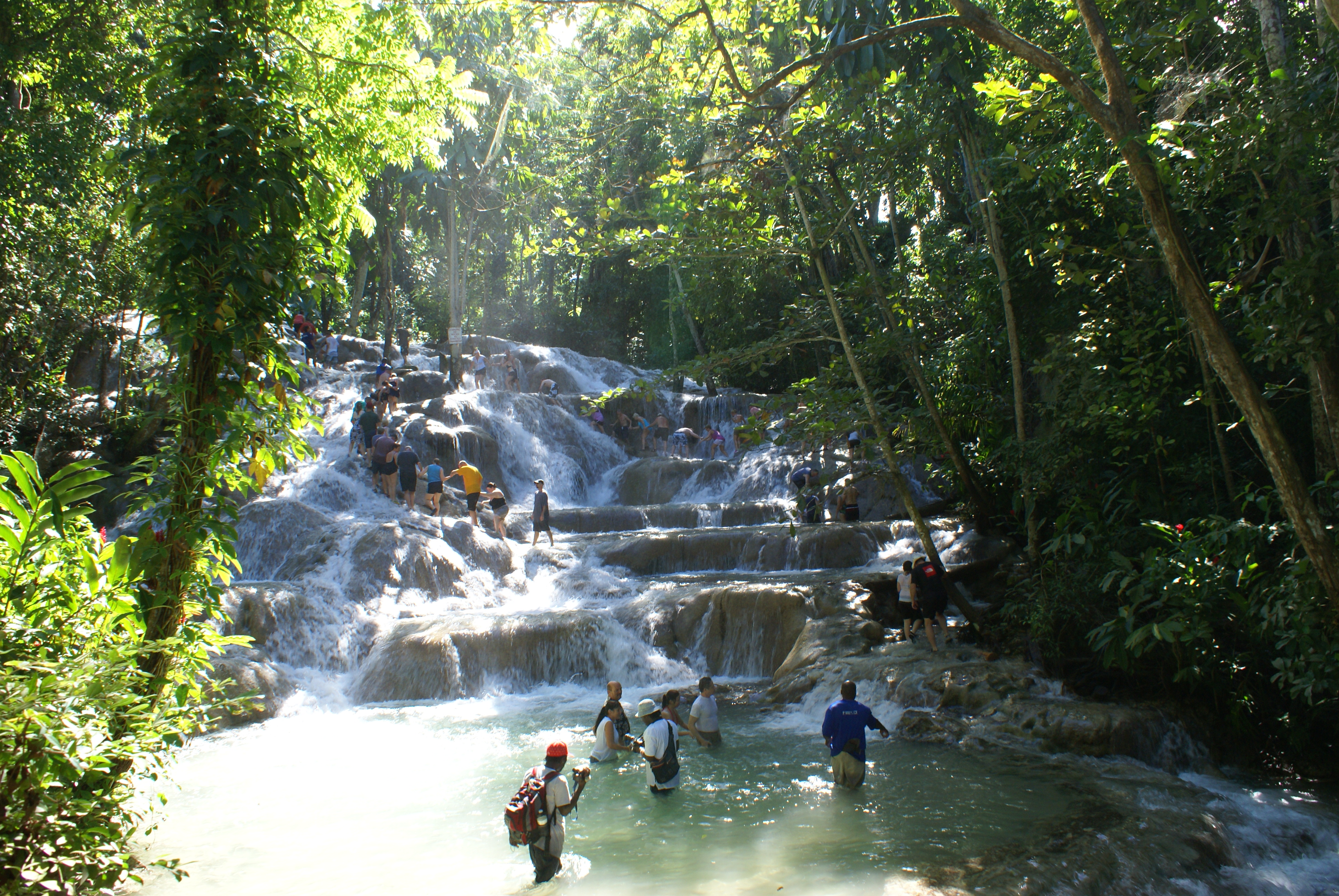
Водоспади річки Даннс
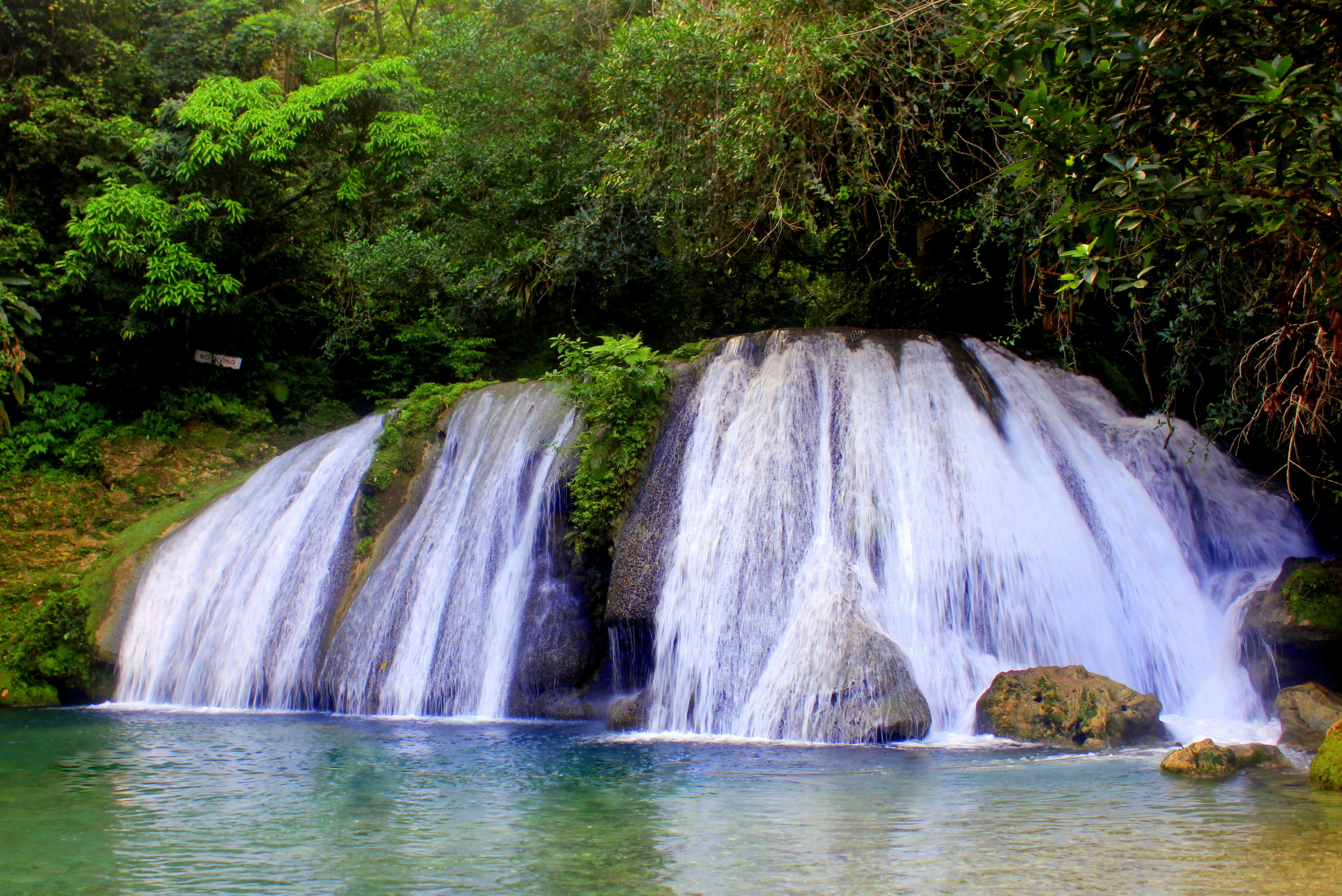
Водоспад Річ-Фоллз

## Ґрунти
Ґрунти переважно гірські коричнево-червоні та червоно-бурі.

## Рослинність
У центрі острова та на північно-східних схилах гір збереглись густі сезонно вологі вічнозелені тропічні ліси з цінними породами дерев (сейба, каоба тощо). У західній частині і на рівнинах півдня переважають савани, є також піщані арени, де ростуть лише кактуси та інші ксерофітні рослини. З XV століття, коли острів був повністю покритий лісом за винятком невеликих сільськогосподарських ділянок, рослинність сильно змінилася. Колоністи вирубували дерева для потреб будівництва та очищали рівнини, савани та схили гір під поля. Багато видів були інтродуковані, включаючи цукрову тростину, банани та цитрусові.

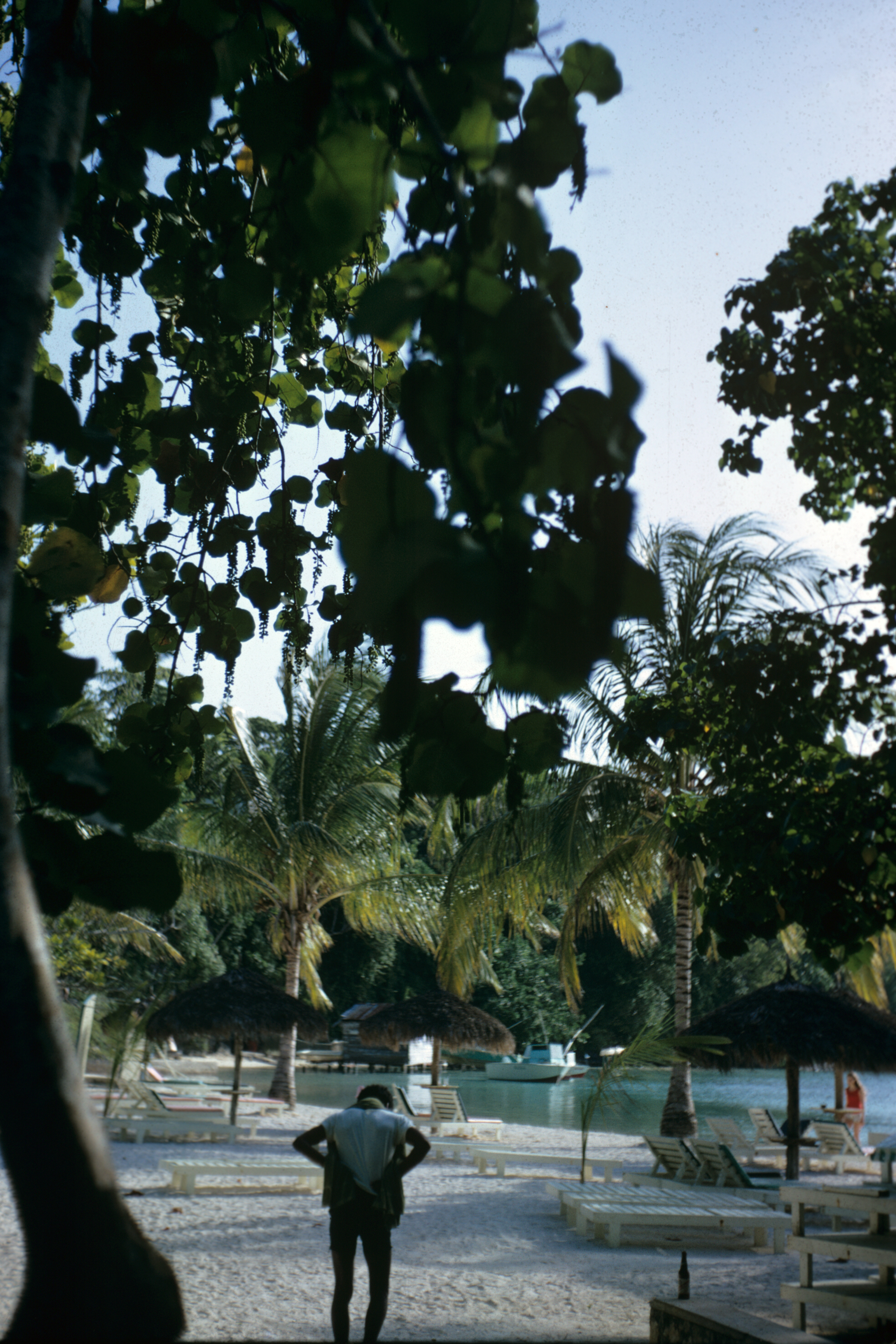
Коколоба
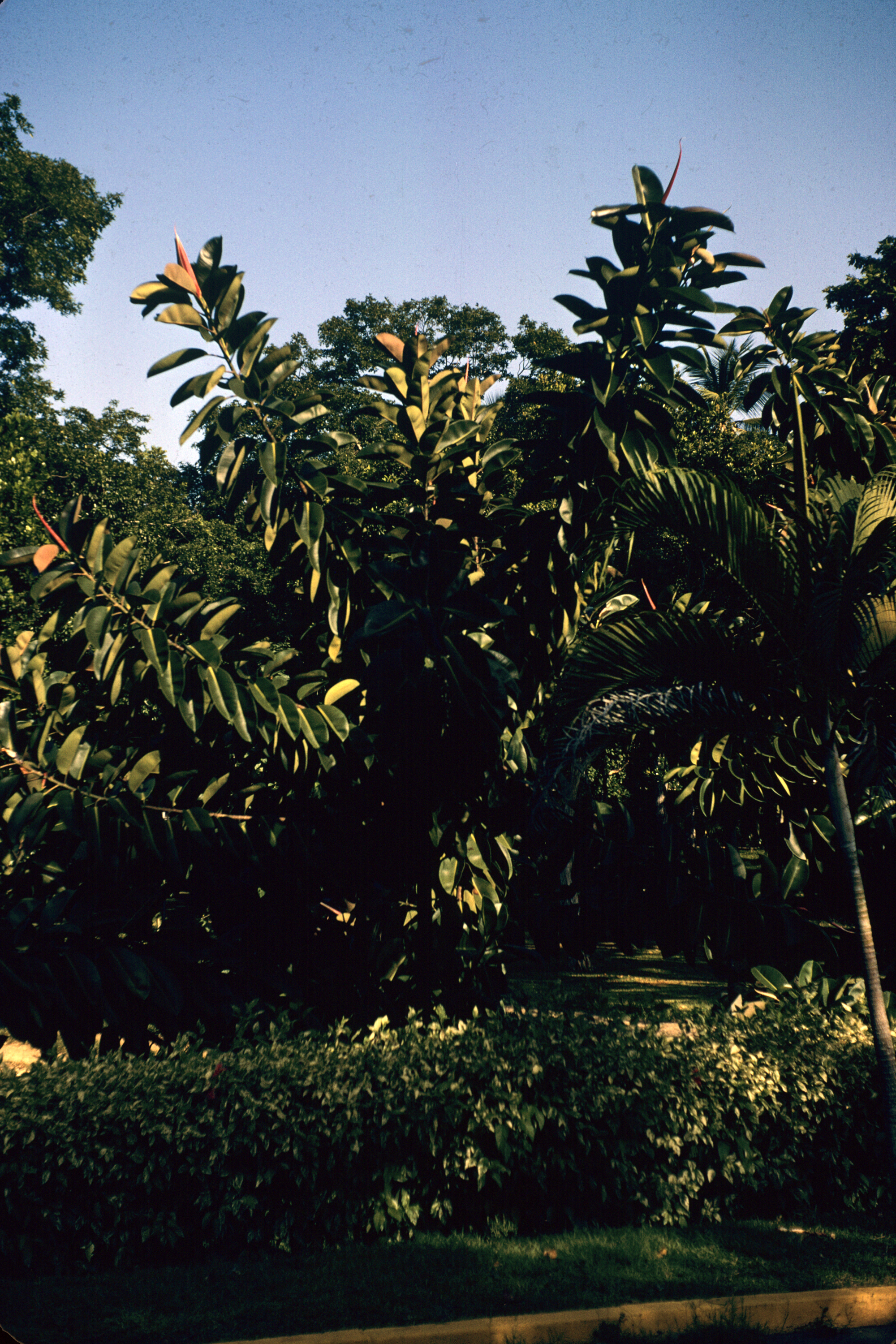
Фікус
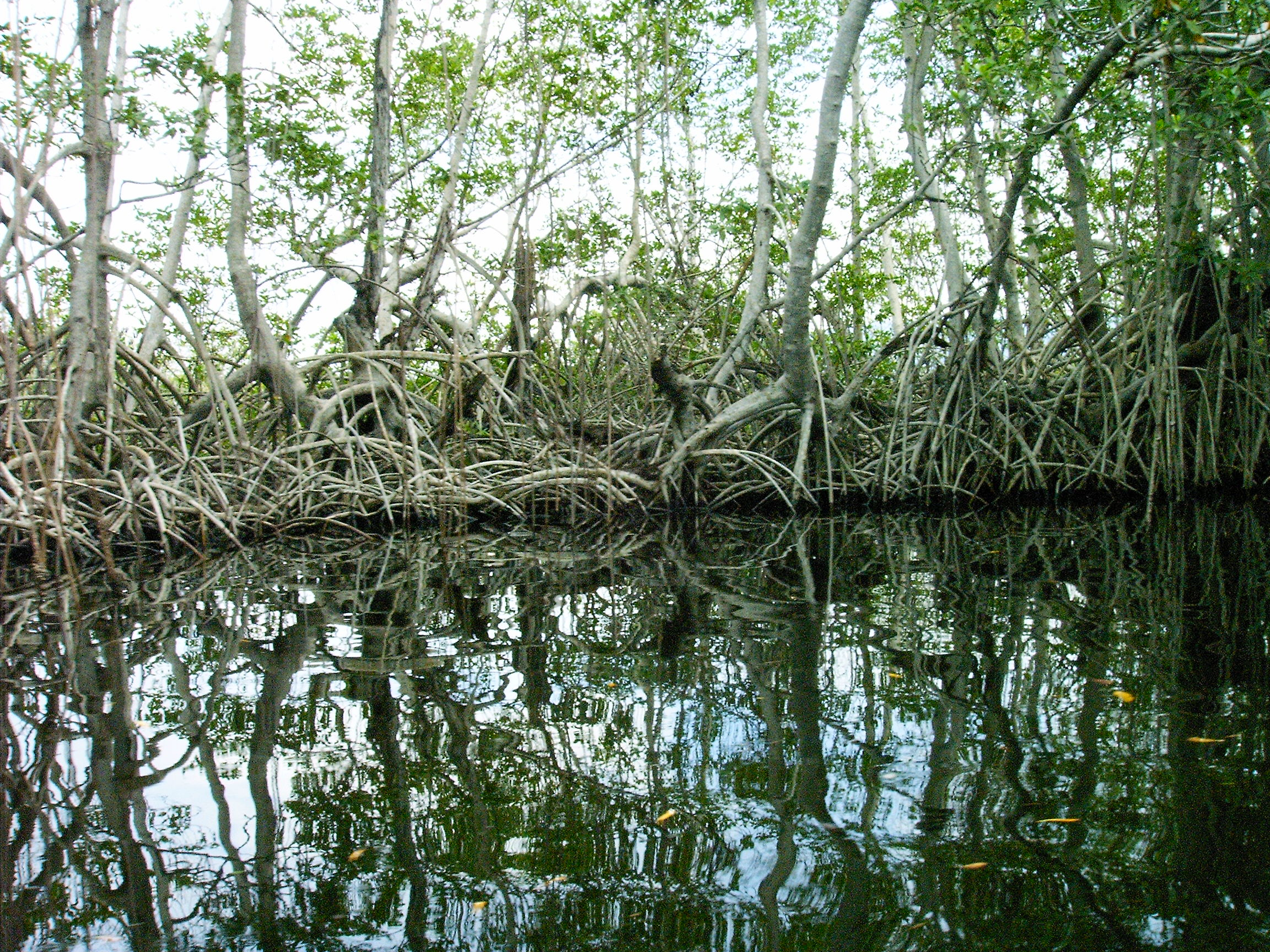
Хащі на Блек-Рівер
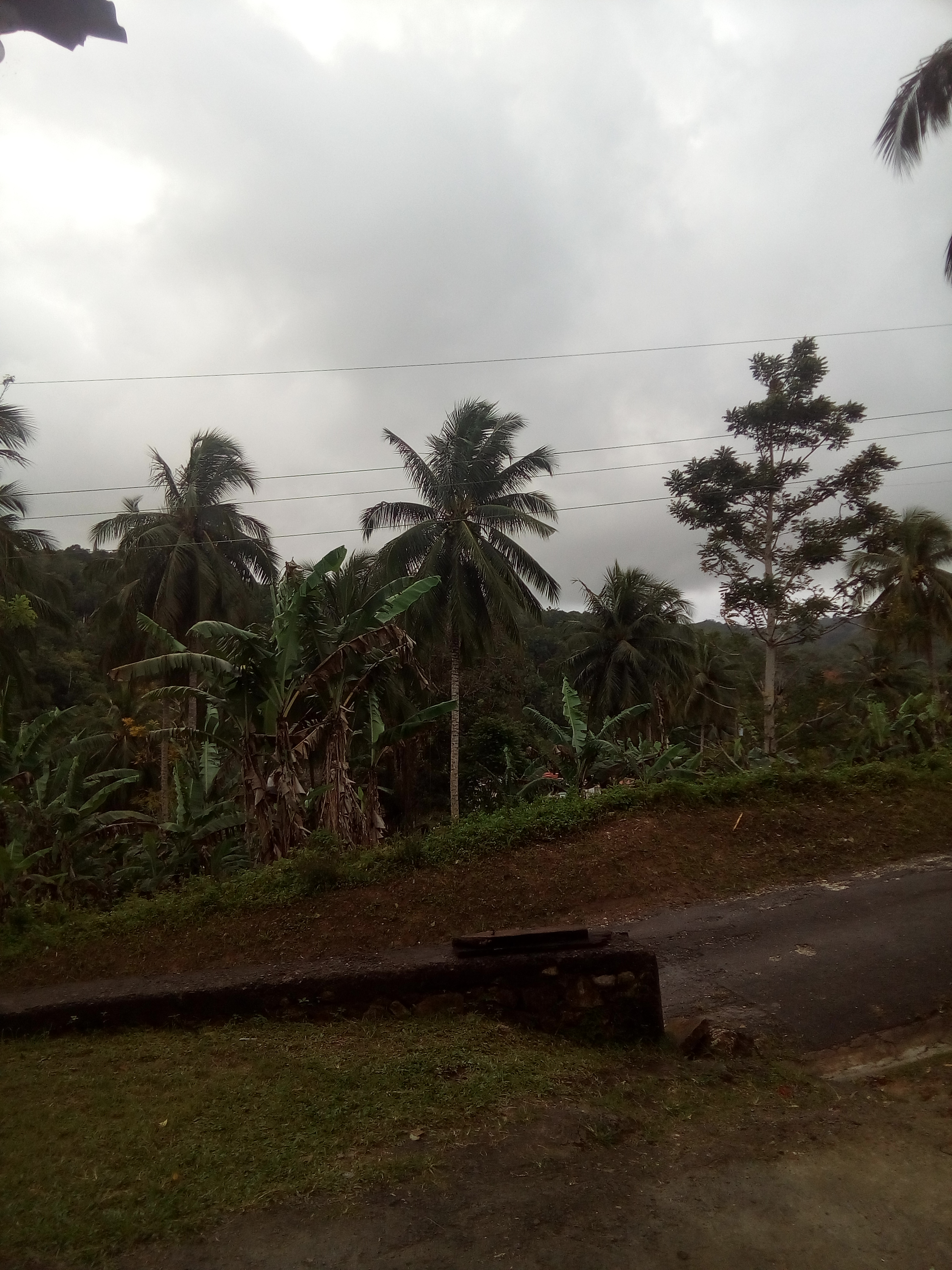
Кокосові пальми

## Тваринний світ
Зоогеографічно територія країни належить до Антильської підобласті Неотропічної області. Тваринний світ бідний: птахи (серед яких багато ендеміків), дрібні гризуни, плазуни та кажани.

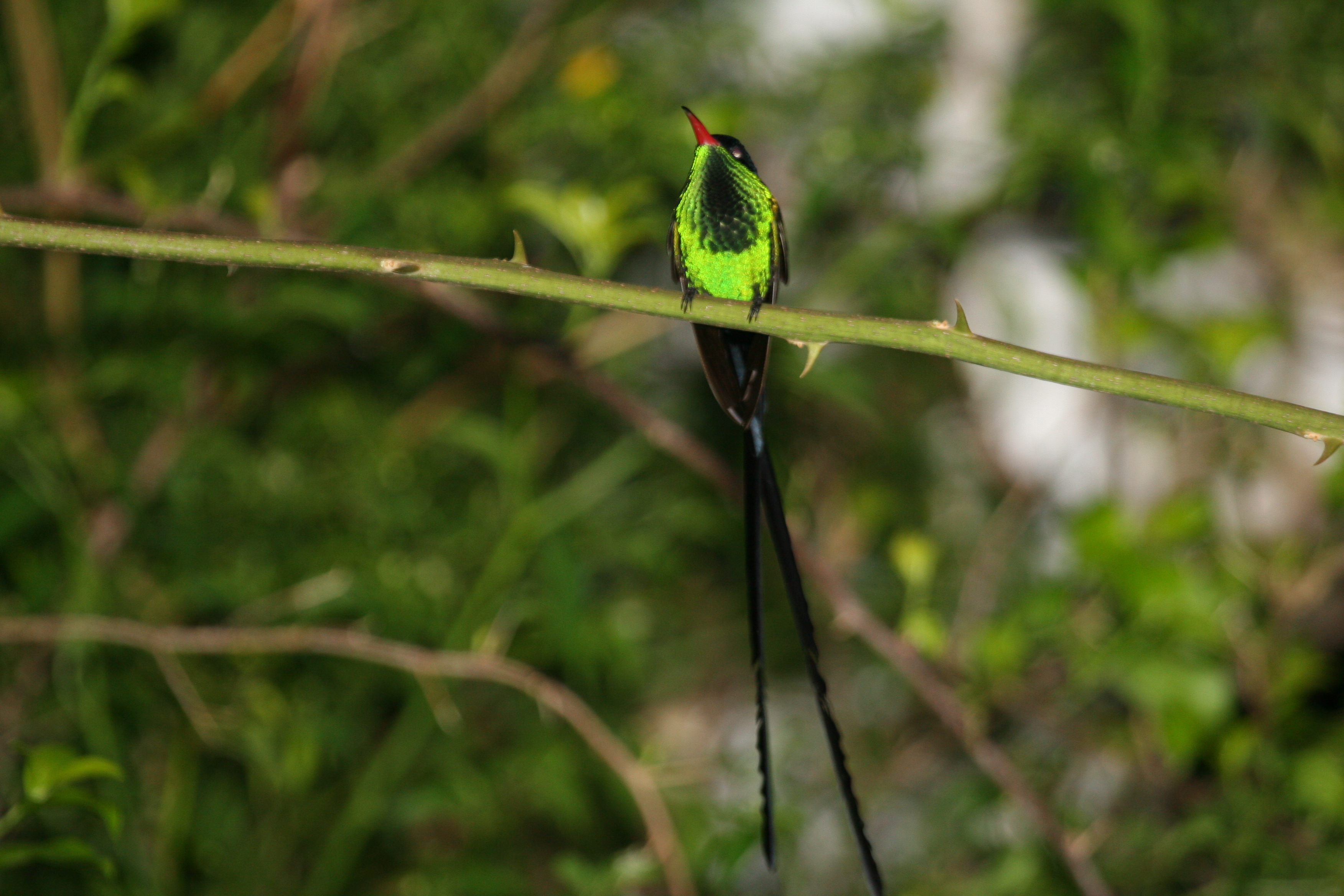
Вимпелохвостий колібрі
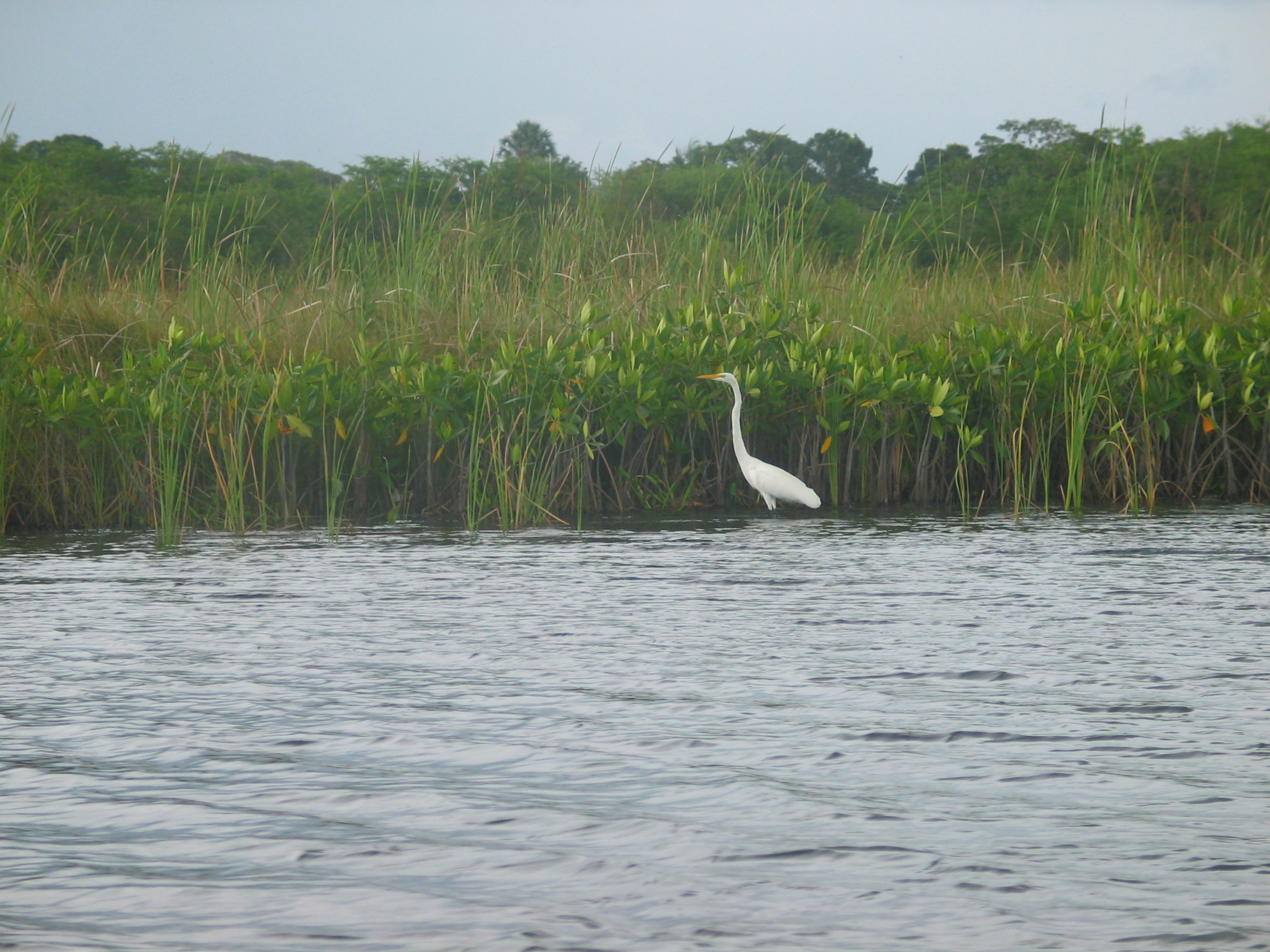
Біла чапля
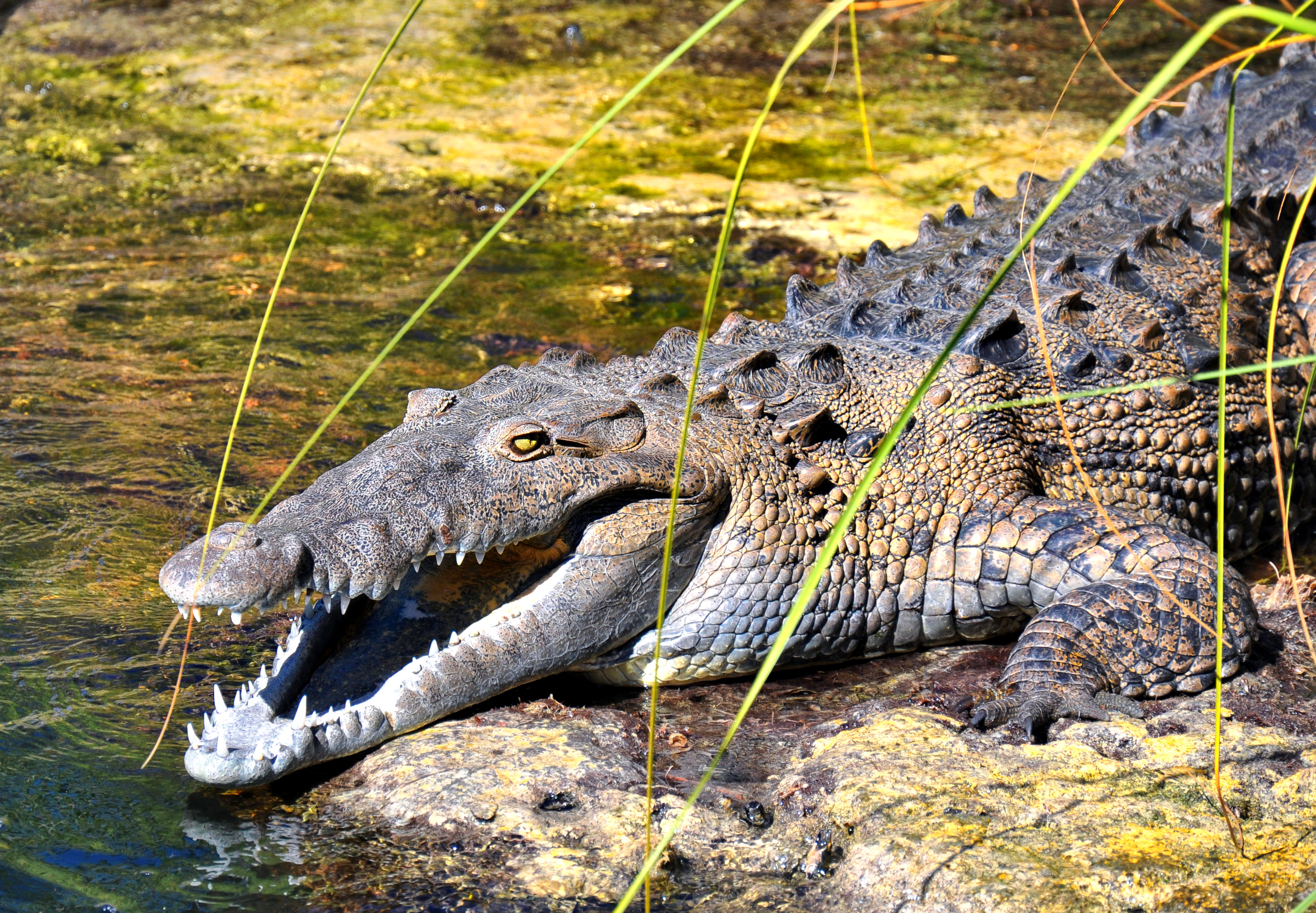
Кайман
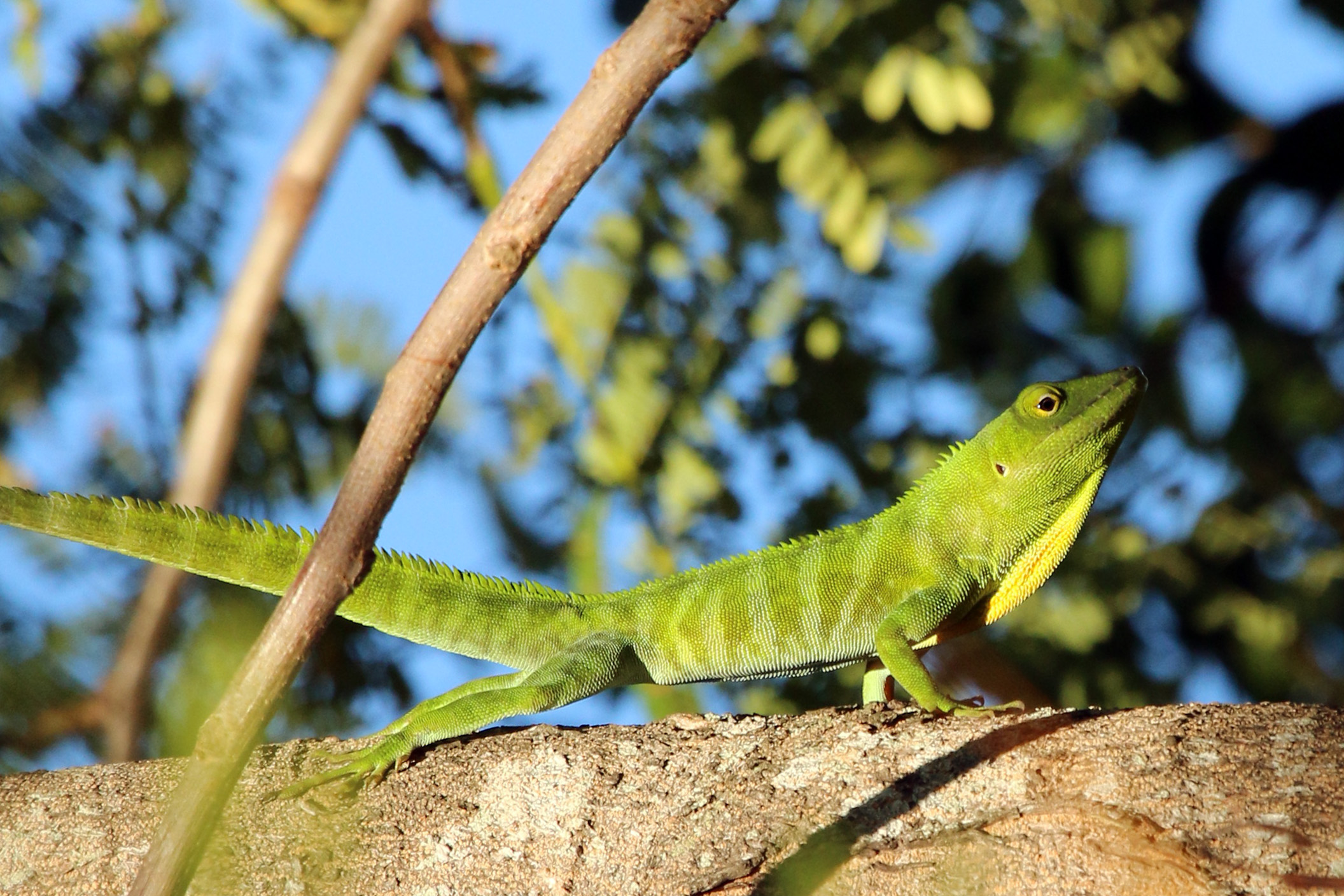
Ямайський аноліс

## Стихійні природні явища
На території країни спостерігаються небезпечні природні явища і стихійні лиха: урагани з липня по листопад.

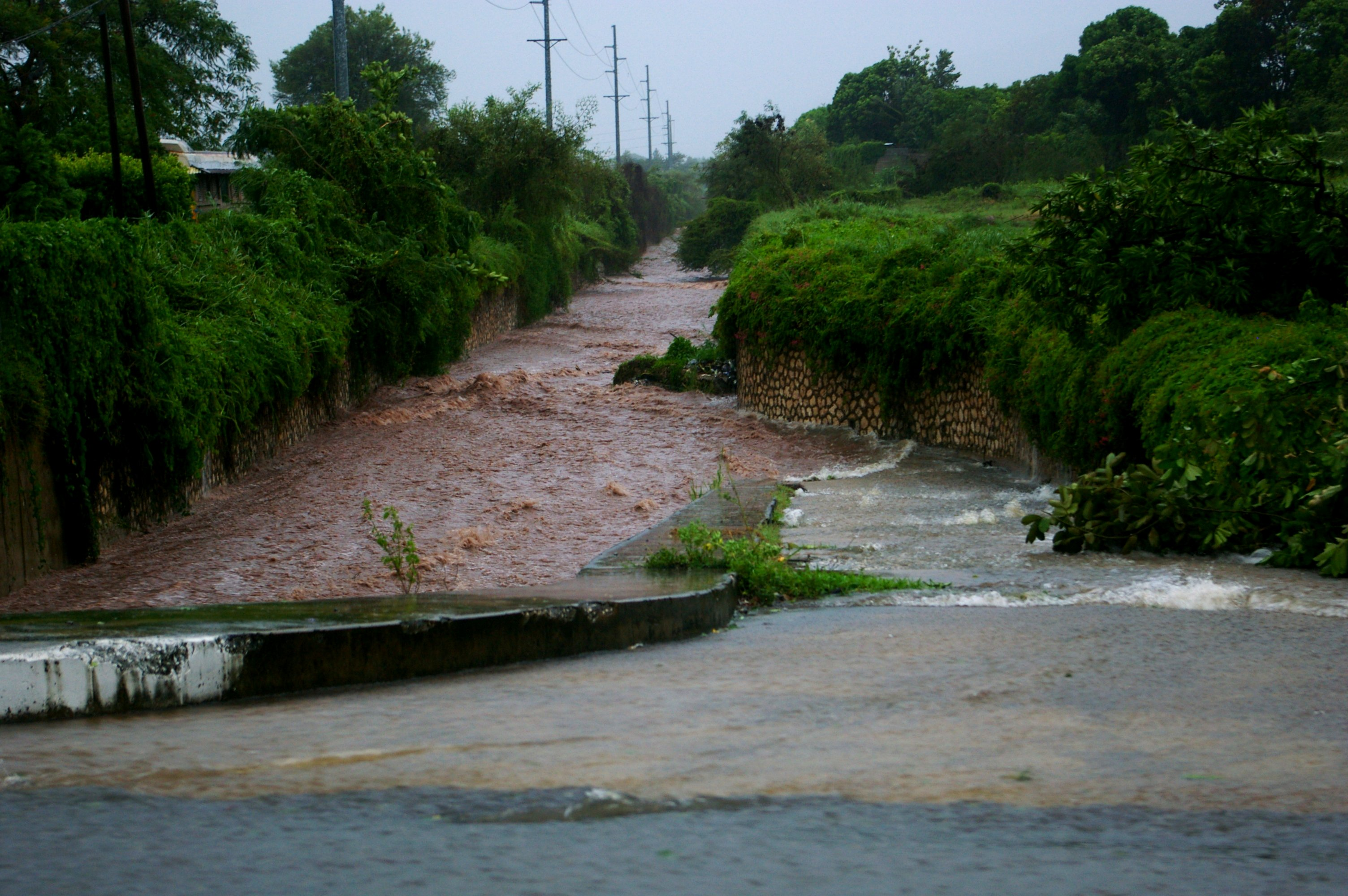
Повідь після урагану Дін

## Природні ресурси

### Мінеральні ресурси
Надра Ямайки багаті на ряд корисних копалин: боксити, гіпс, вапняк.

### Водні ресурси
Загальні запаси відновлюваних водних ресурсів (ґрунтові і поверхневі прісні води) становлять 9,4 км³. Станом на 2012 рік в країні налічувалось 250 км² зрошуваних земель.

### Земельні ресурси
Земельні ресурси Ямайки (оцінка 2011 року):
- придатні для сільськогосподарського обробітку землі — 41,4 %,
  - орні землі — 11,1 %,
  - багаторічні насадження — 9,2 %,
  - землі, що постійно використовуються під пасовища — 21,1 %;
- землі, зайняті лісами і чагарниками — 31,1 %;
- інше — 27,5 %[1].

## Охорона природи
Серед екологічних проблем варто відзначити:
- високий рівень знеліснення;
- забруднення вод навколо узбережжя промисловими і побутовими стоками, нафтовими плямами;
- руйнування коралових рифів;
- забруднення повітря в столиці транспортними засобами.

Ямайка є учасником ряду міжнародних угод з охорони навколишнього середовища:
- Конвенції про біологічне різноманіття (CBD),
- Рамкової конвенції ООН про зміну клімату (UNFCCC),
- Кіотського протоколу до Рамкової конвенції,
- Конвенції ООН про боротьбу з опустелюванням (UNCCD),
- Конвенції про міжнародну торгівлю видами дикої фауни і флори, що перебувають під загрозою зникнення (CITES),
- Базельської конвенції протидії транскордонному переміщенню небезпечних відходів,
- Конвенції з міжнародного морського права,
- Лондонської конвенції про запобігання забрудненню моря скиданням відходів,
- Конвенції з охорони морських живих ресурсів,
- Монреальського протоколу з охорони
- озонового шару,
- Міжнародної конвенції запобігання забрудненню з суден (MARPOL),
- Рамсарської конвенції із захисту водно-болотних угідь[13].

## Фізико-географічне районування
У фізико-географічному відношенні територію Ямайки можна розділити на _ райони, що відрізняються один від одного рельєфом, кліматом, рослинним покривом: .

### Українською
- Атлас світу / голов. ред. І. С. Руденко ; зав. ред. В. В. Радченко ; відп. ред. О. В. Вакуленко. — К. : ДНВП «Картографія», 2005. — 336 с. — ISBN 9666315467.
- Атлас. 7 клас. Географія материків і океанів / Укладачі О. Я. Скуратович, Н. І. Чанцева. — К. : ДНВП «Картографія», 2014.
- Бєлозоров С. Т. Географія материків. — К. : Вища школа, 1971. — 371 с.
- Барановська О. В. Фізична географія материків і океанів : навч. посіб. для студентів ВНЗ : [у 2 ч.]. — Н. : Ніжинський державний університет ім. Миколи Гоголя, 2013. — 306 с. — ISBN 978-617-527-106-3.
- Ямайка // Гірничий енциклопедичний словник : [у 3-х тт.] / за ред. В. С. Білецького. — Д. : Східний видавничий дім, 2004. — Т. 3. — 752 с. — ISBN 966-7804-78-X.
- Дубович І. А. Країнознавчий словник-довідник. — 5-те вид., перероб. і доп. — К. : Знання, 2008. — 839 с. — ISBN 978-966-346-330-8.
- Економічна і соціальна географія країн світу. Навчальний посібник / За ред. Кузика С. П. — Л. : Світ, 2002. — 672 с. — ISBN 966-603-178-7.
- Панасенко Б. Д. Фізична географія материків : навч. посіб. : в 2 ч. — В. : ЕкоБізнесЦентр, 1999. — 200 с.
- Юрківський В. М. Регіональна економічна і соціальна географія. Зарубіжні країни: Підручник. — 2-ге. — К. : Либідь, 2001. — 416 с. — ISBN 966-06-0092-5.

### Англійською
- (англ.) Graham Bateman. The Encyclopedia of World Geography. — Andromeda, 2002. — 288 с. — ISBN 1871869587.
- (англ.) Donovan, Steven K.; Jackson, Trevor A. (1994). Caribbean Geology: An Introduction. University of West Indies. с. 289. ISBN 9764100333.

### Російською
- (рос.) Ямайка // Латинская Америка. Энциклопедический справочник [в 2-х тт.] / Главный редактор В. В. Вольский. — М. : Советская энциклопедия, 1982. — Т. 2. К-Я. — 656 с.
- (рос.) Авакян А. Б., Салтанкин В. П., Шарапов В. А. Водохранилища. — М. : Мысль, 1987. — 326 с. — (Природа мира)
- (рос.) Алисов Б. П., Берлин И. А., Михель В. М. Курс климатологии [в 3-х тт.] / под. ред. Е. С. Рубинштейн. — Л. : Гидрометеоиздат, 1954. — Т. 3. Климаты земного шара. — 320 с.
- (рос.) Апродов В. А. Вулканы. — М. : Мысль, 1982. — 368 с. — (Природа мира)
- (рос.) Апродов В. А. Зоны землетрясений. — М. : Мысль, 2010. — 462 с. — (Природа мира) — ISBN 978-5-244-01122-7.
- (рос.) Букштынов А. Д., Грошев Б. И., Крылов Г. В. Леса. — М. : Мысль, 1981. — 316 с. — (Природа мира)
- (рос.) Власова Т. В. Физическая география материков. С прилегающими частями океанов. Евразия, Северная Америка. — 4-е, перераб. — М. : Просвещение, 1986. — 417 с.
- (рос.) Гвоздецкий Н. А. Карст. — М. : Мысль, 1981. — 214 с. — (Природа мира)
- (рос.) Гвоздецкий Н. А., Голубчиков Ю. Н. Горы. — М. : Мысль, 1987. — 400 с. — (Природа мира)
- (рос.) Географический энциклопедический словарь: географические названия / под. ред. А. Ф. Трёшникова. — 2-е изд., доп. — М. : Советская энциклопедия, 1989. — 585 с. — ISBN 5-85270-057-6.
- (рос.) Дорст Ж. Центральная и Южная Америка. — М. : Прогресс, 1977. — 318 с. — (Континенты, на которых мы живем)
- (рос.) Исаченко А. Г., Шляпников А. А. Ландшафты. — М. : Мысль, 1989. — 504 с. — (Природа мира) — ISBN 5-244-00177-9.
- (рос.) Каплин П. А., Леонтьев О. К., Лукьянова С. А., Никифоров Л. Г. Берега. — М. : Мысль, 1991. — 480 с. — (Природа мира) — ISBN 5-244-00449-2.
- (рос.) Словарь современных географических названий / под общей редакцией акад. В. М. Котлякова. — Екатеринбург : У-Фактория, 2006.
- (рос.) Литвин В. М., Лымарев В. И. Острова. — М. : Мысль, 2010. — 288 с. — (Природа мира) — ISBN 978-5-244-01129-6.
- (рос.) Лобова Е. В., Хабаров А. В. Почвы. — М. : Мысль, 1983. — 304 с. — (Природа мира)
- (рос.) Максаковский В. П. Географическая картина мира. Книга I: Общая характеристика мира. — М. : Дрофа, 2008. — 495 с. — ISBN 978-5-358-05275-8.
- (рос.) Максаковский В. П. Географическая картина мира. Книга II: Региональная характеристика мира. — М. : Дрофа, 2009. — 480 с. — ISBN 978-5-358-06280-1.
- (рос.) Ямайка // Поспелов Е. М. Топонимический словарь. — М. : АСТ, 2005. — 229 с. — ISBN 5-17-016407-6.
- (рос.) География / под ред. проф. А. П. Горкина. — М. : Росмэн-Пресс, 2006. — 624 с. — (Современная иллюстрированная энциклопедия) — ISBN 5-353-02443-5.
- (рос.) Физико-географический атлас мира. — М. : Академия наук СССР и ГУГК СССР, 1964. — 298 с.
- (рос.) Энциклопедия стран мира / глав. ред. Н. А. Симония. — М. : НПО «Экономика» РАН, отделение общественных наук, 2004. — 1319 с. — ISBN 5-282-02318-0.